# Бад-Вимпфен
Бад-Вимпфен (нем. Bad Wimpfen) — город в Германии, курорт, расположен в земле Баден-Вюртемберг. 
Подчинён административному округу Штутгарт. Входит в состав района Хайльбронн.  Население составляет 6824 человека (на 31 декабря 2010 года). Занимает площадь 19,38 км². Официальный код  —  08 1 25 007.
Город подразделяется на 3 городских района.

## Фотографии

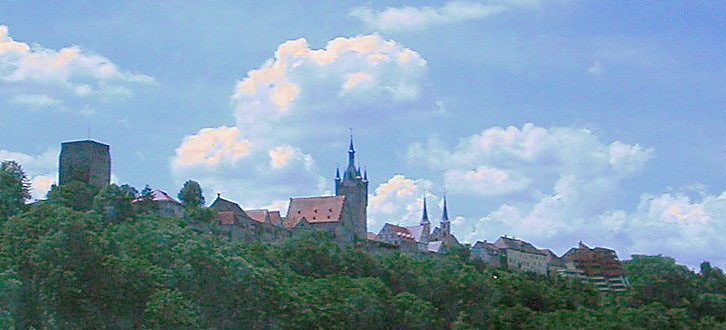
Город со стороны реки Неккар
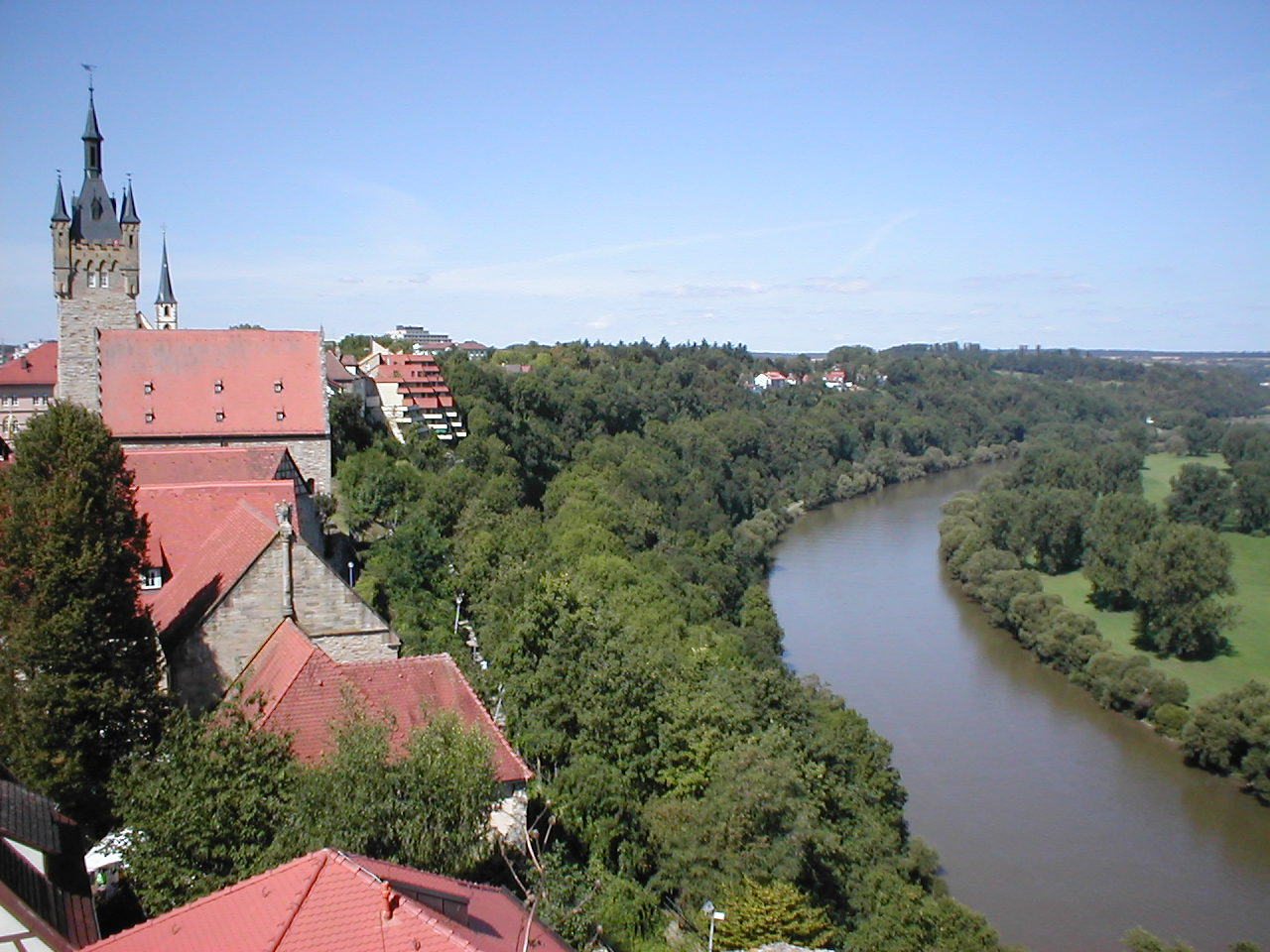
Вид с красной башни в сторону Бургфиртель
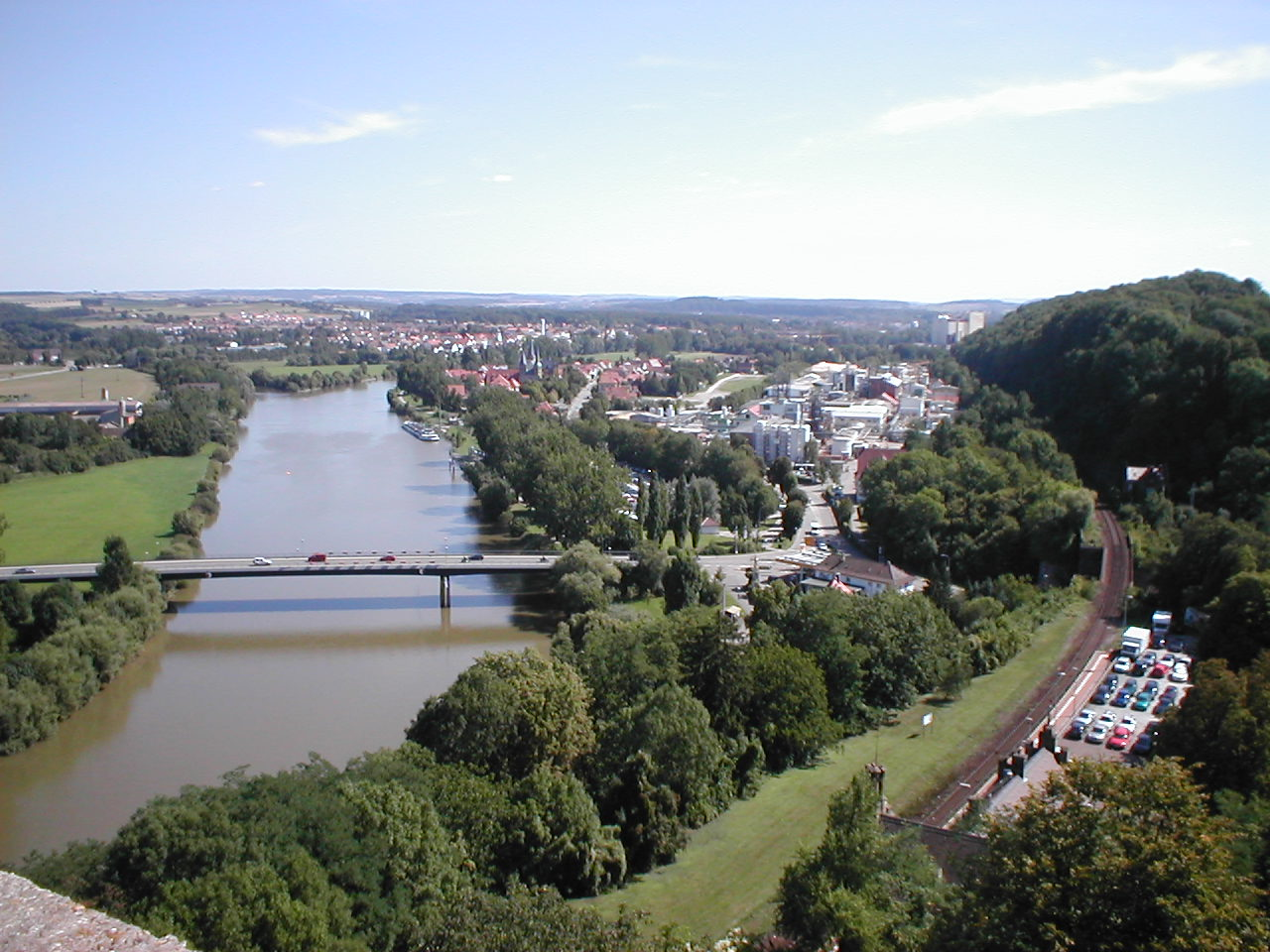
Вид с красной башни на город
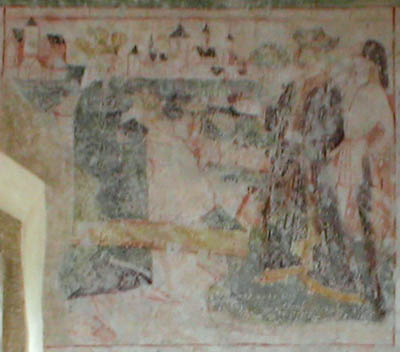
Фреска с изображением города, середина 15 века
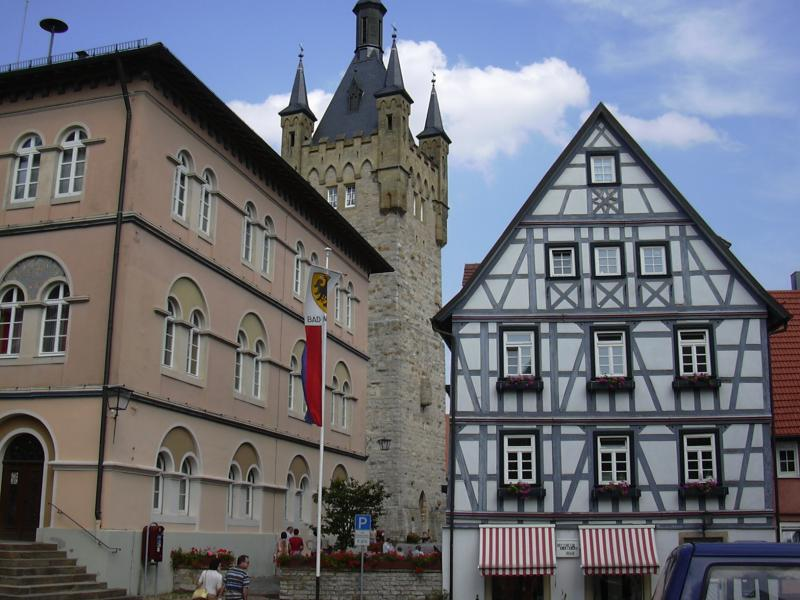
Синяя башня и Ратуша (слева)
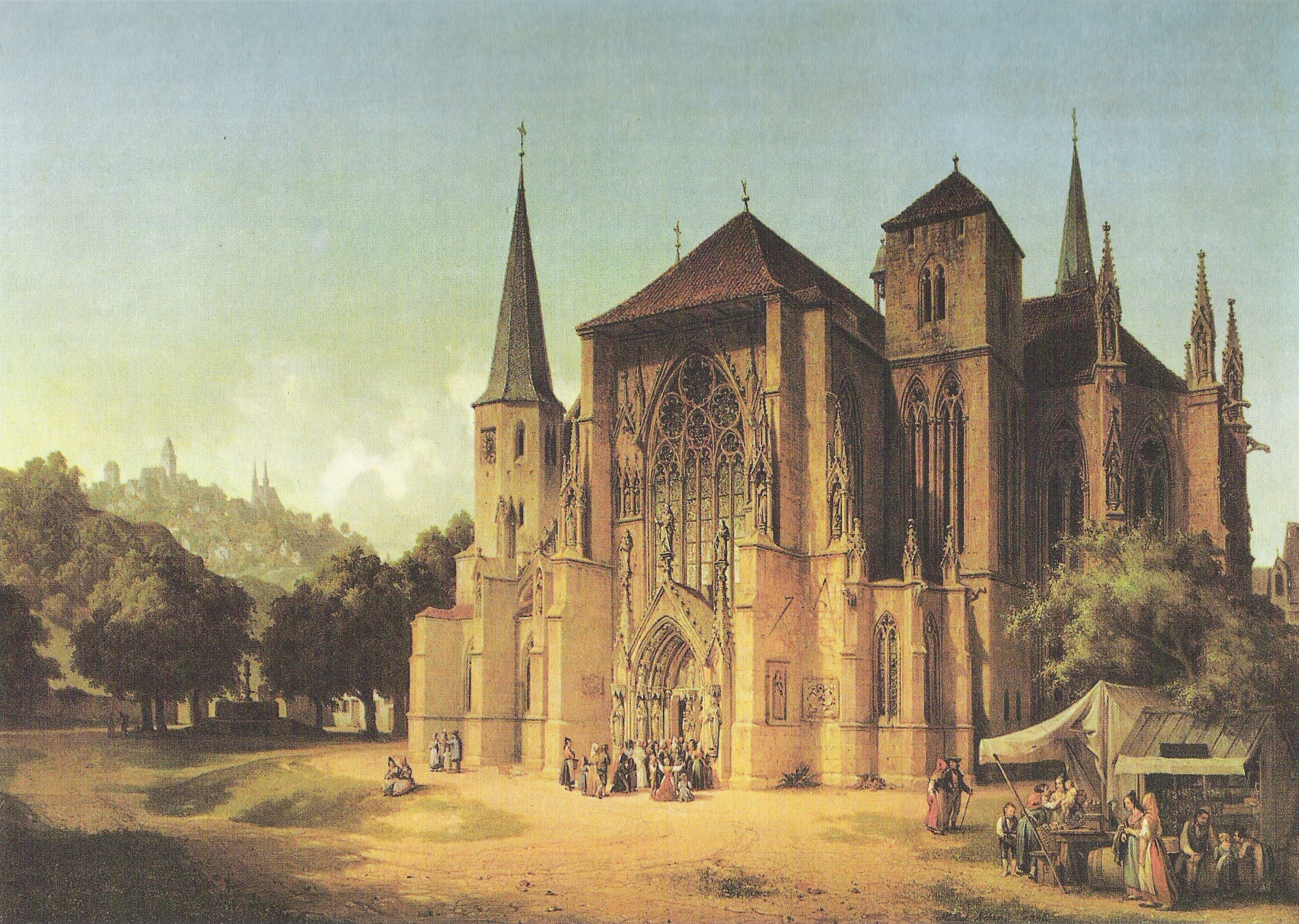
Церковь Св. Петра, 1846 год
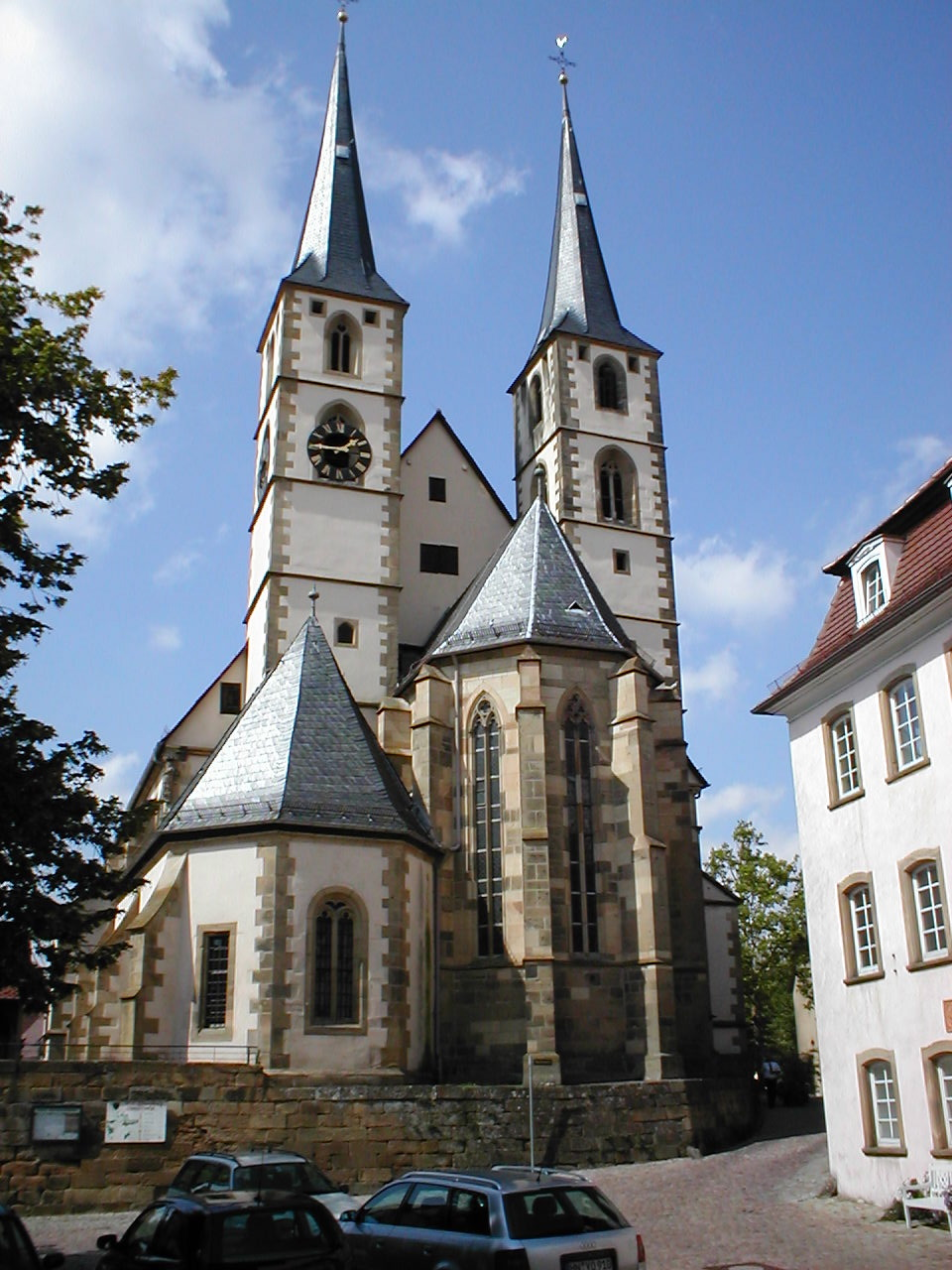
Евангелическая городская церковь
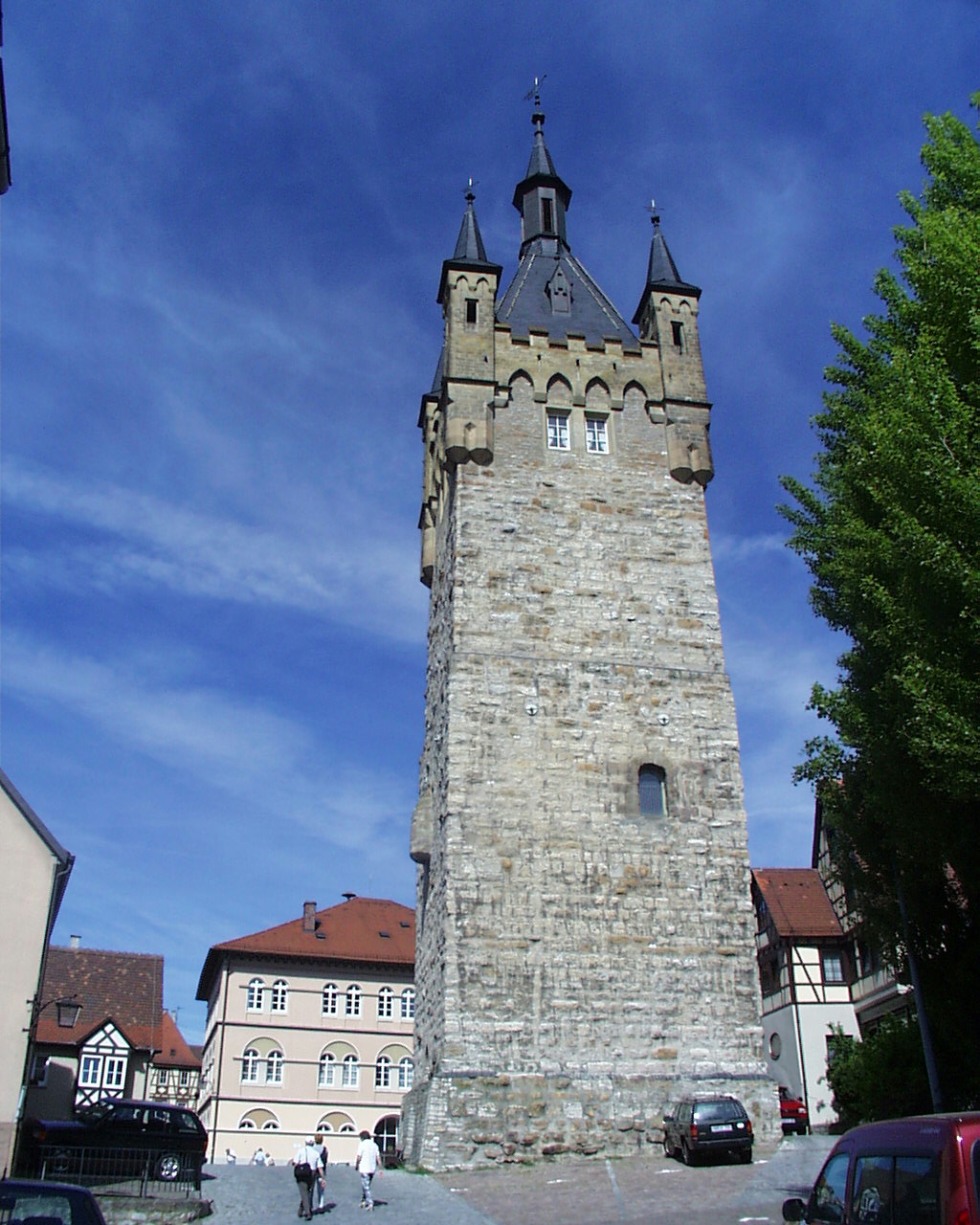
Синяя Башня
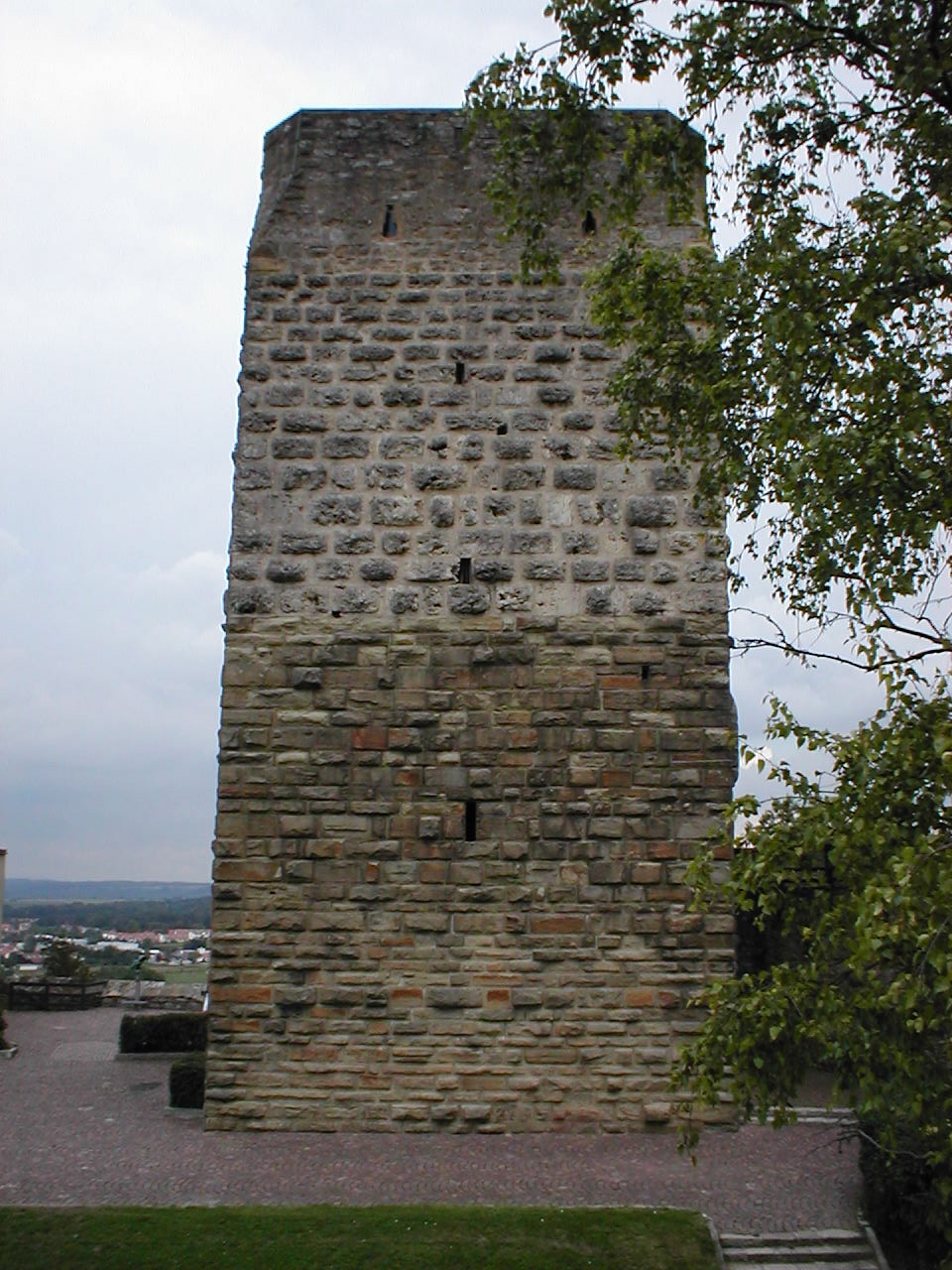
Красная Башня
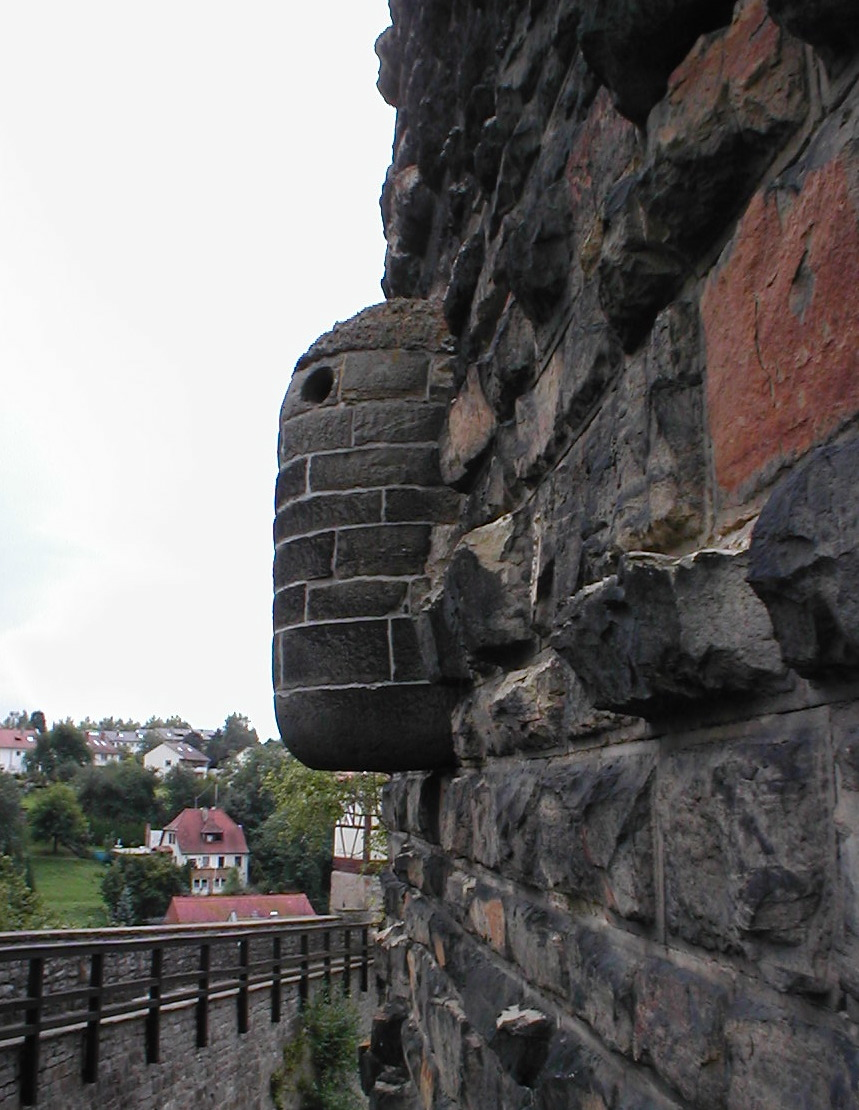
Часть Красной Башни
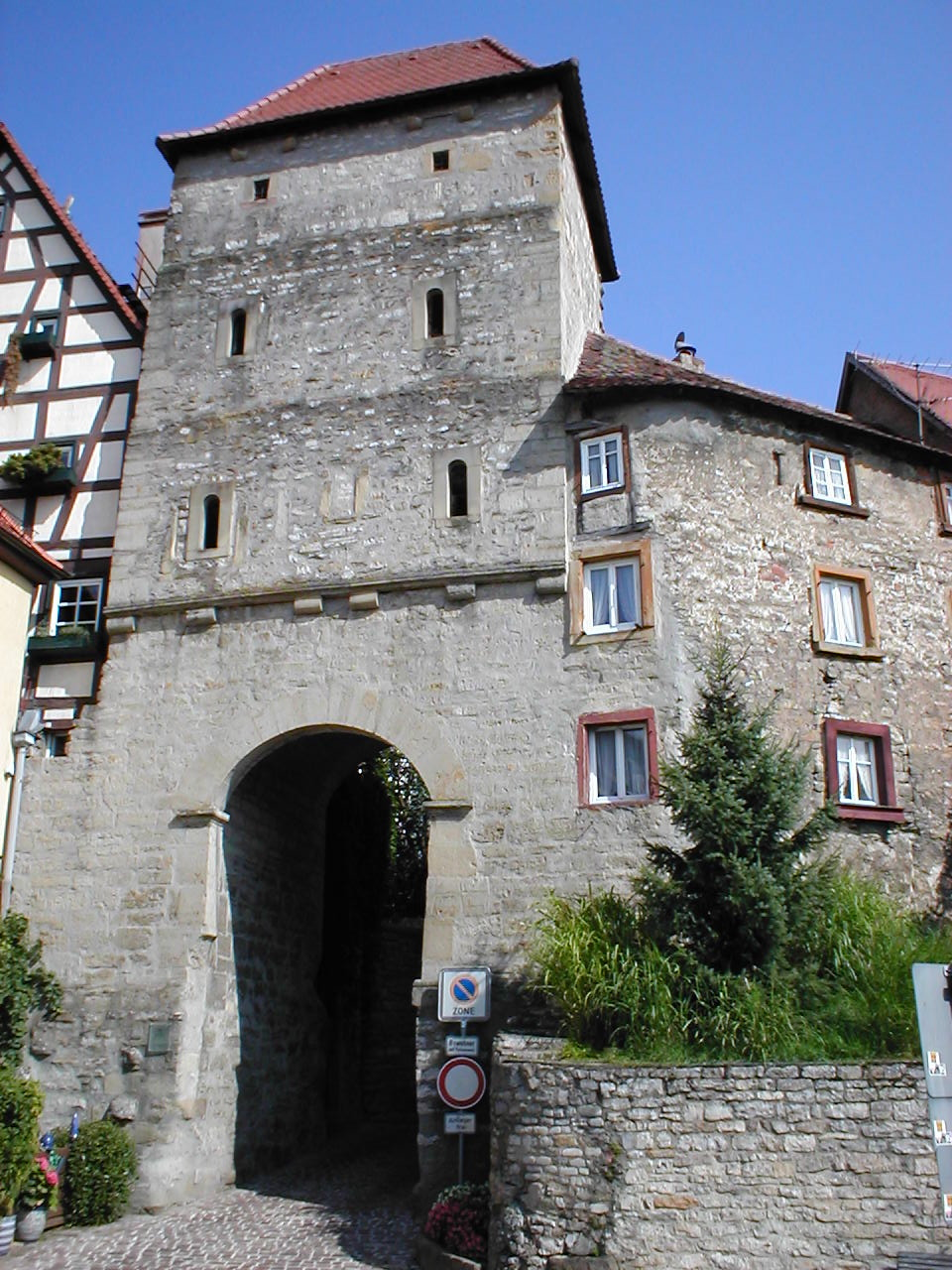
Швиббогенские ворота
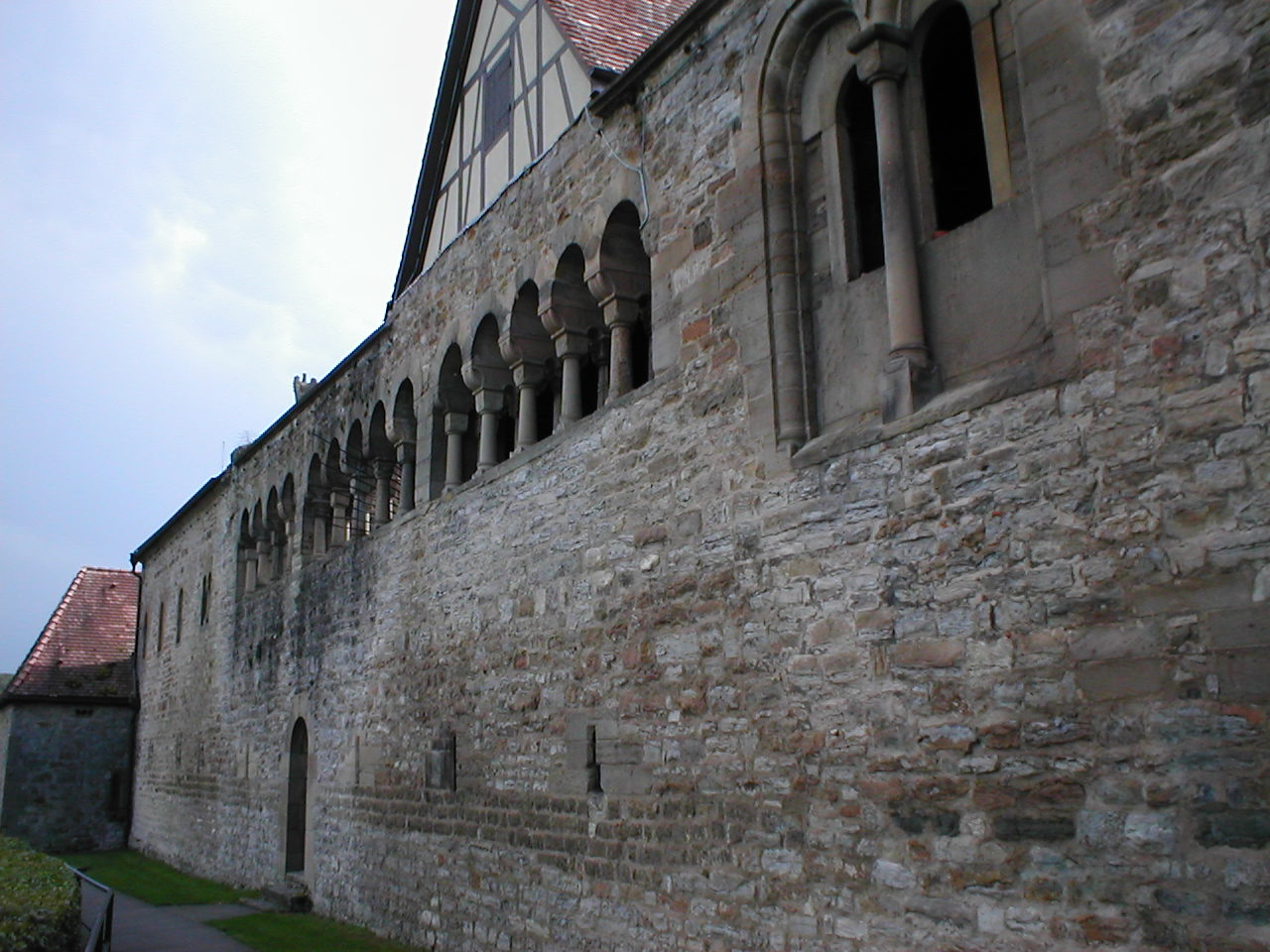
Городская стена с аркадами дворца
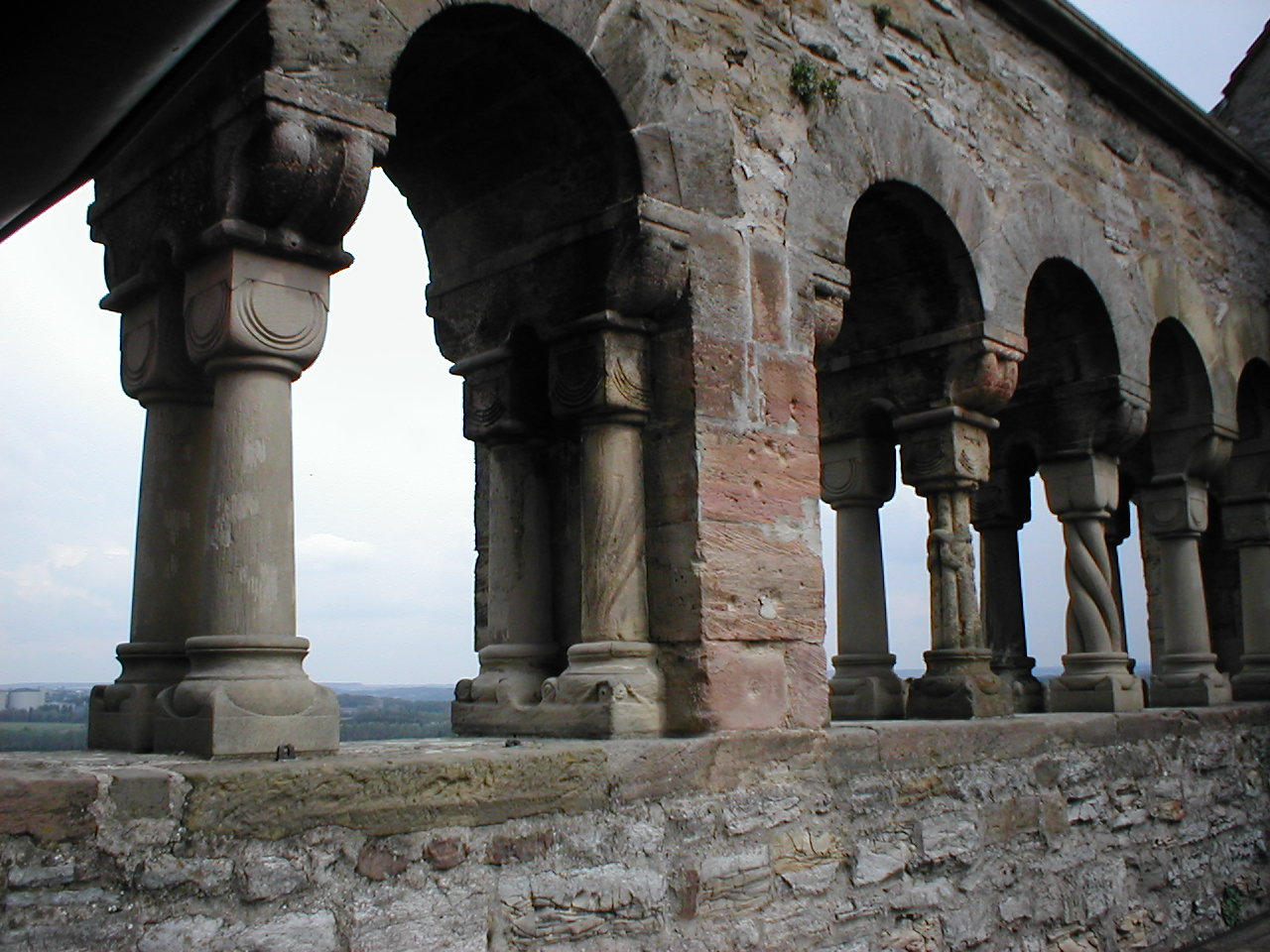
Аркады дворца
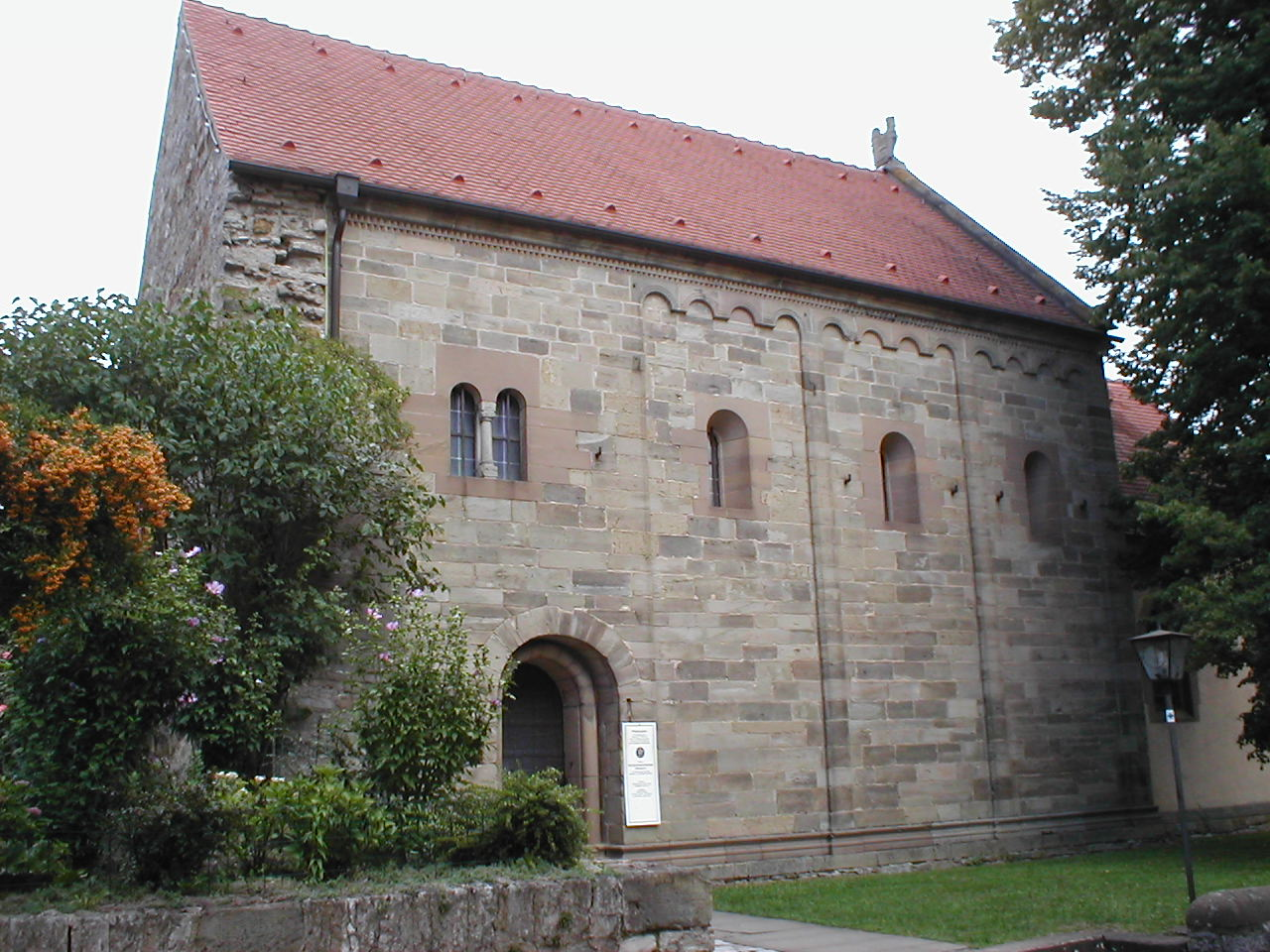
Пфальцская капелла
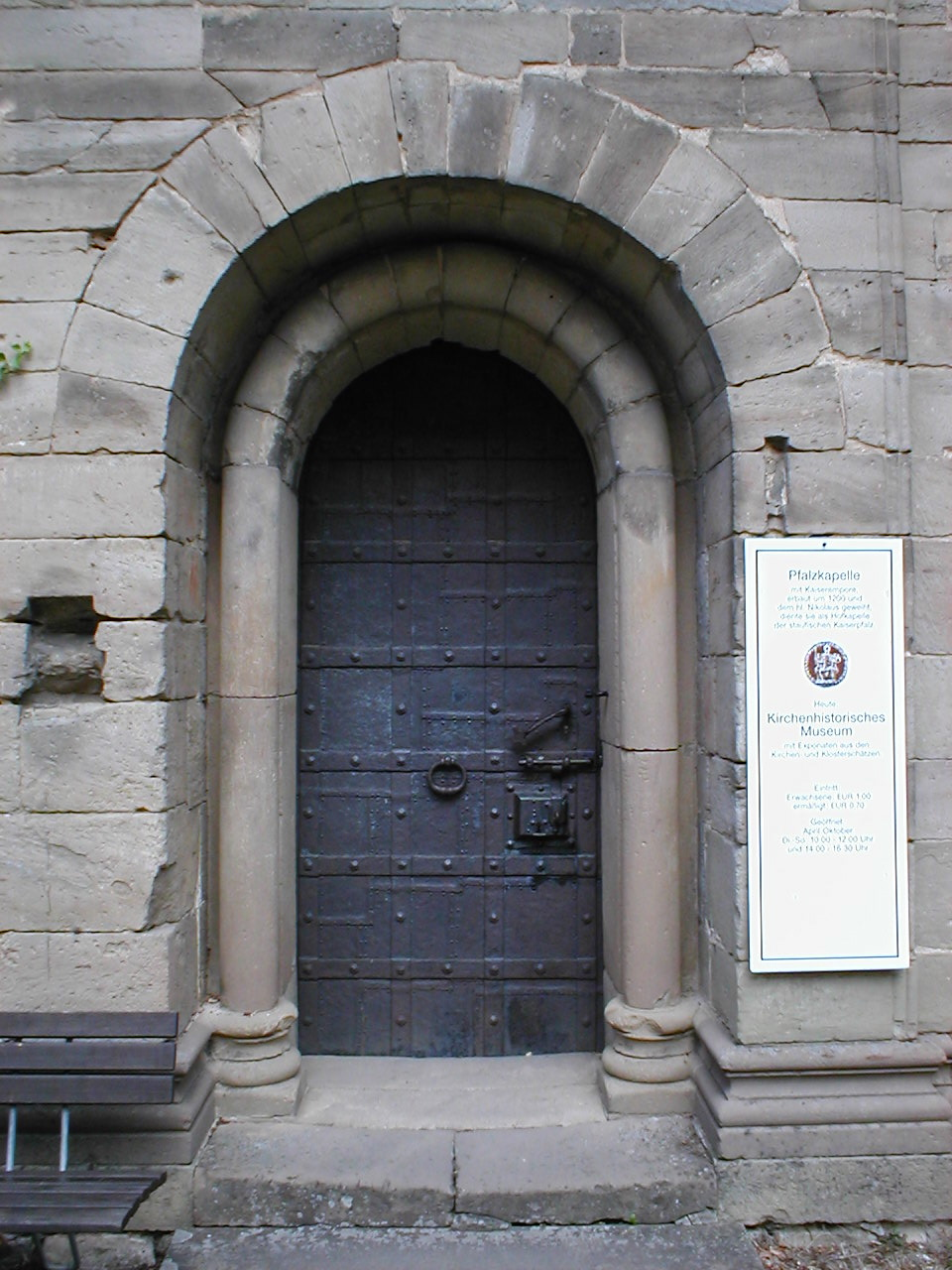
Портал капеллы
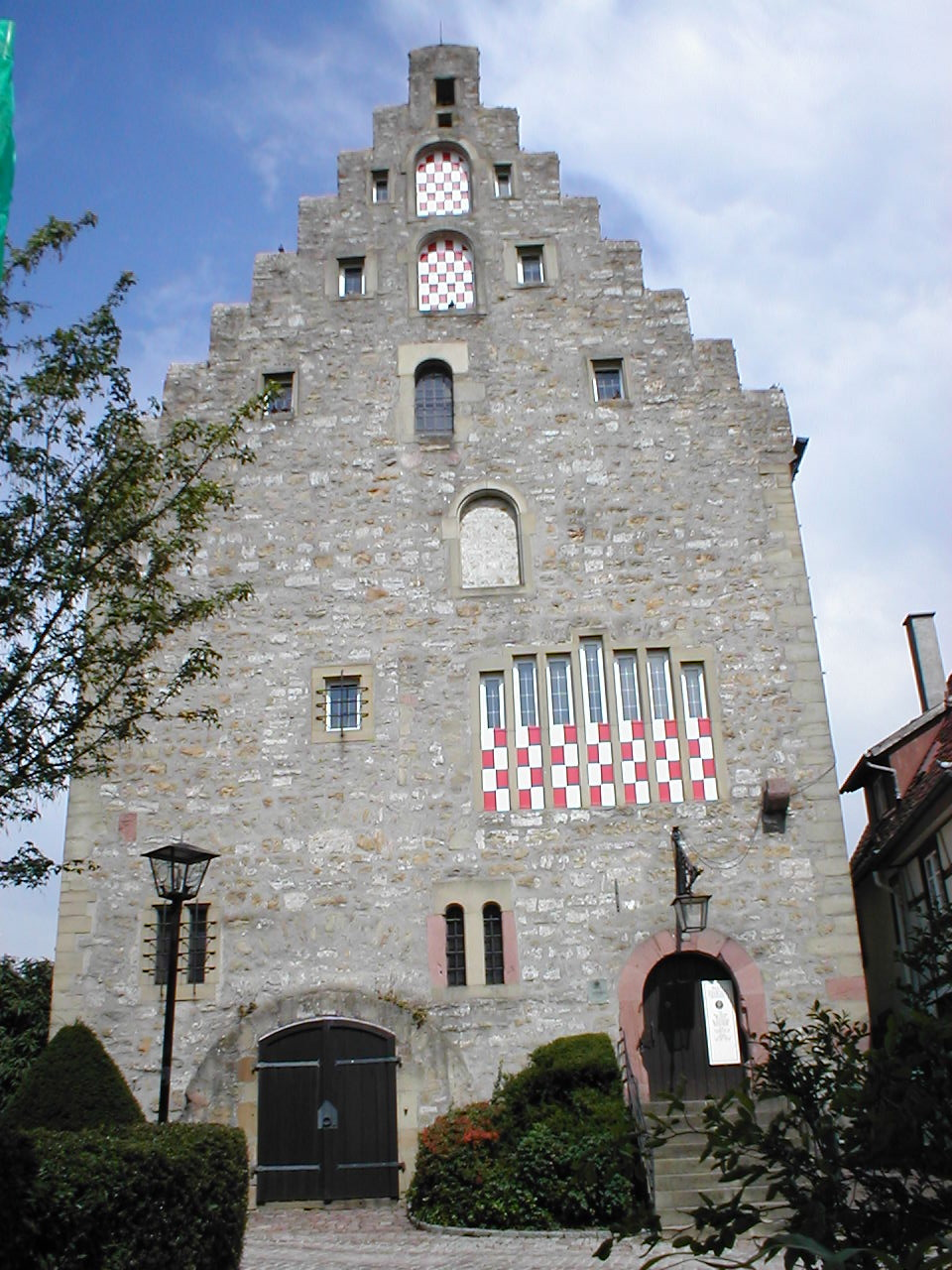
Каменный дом
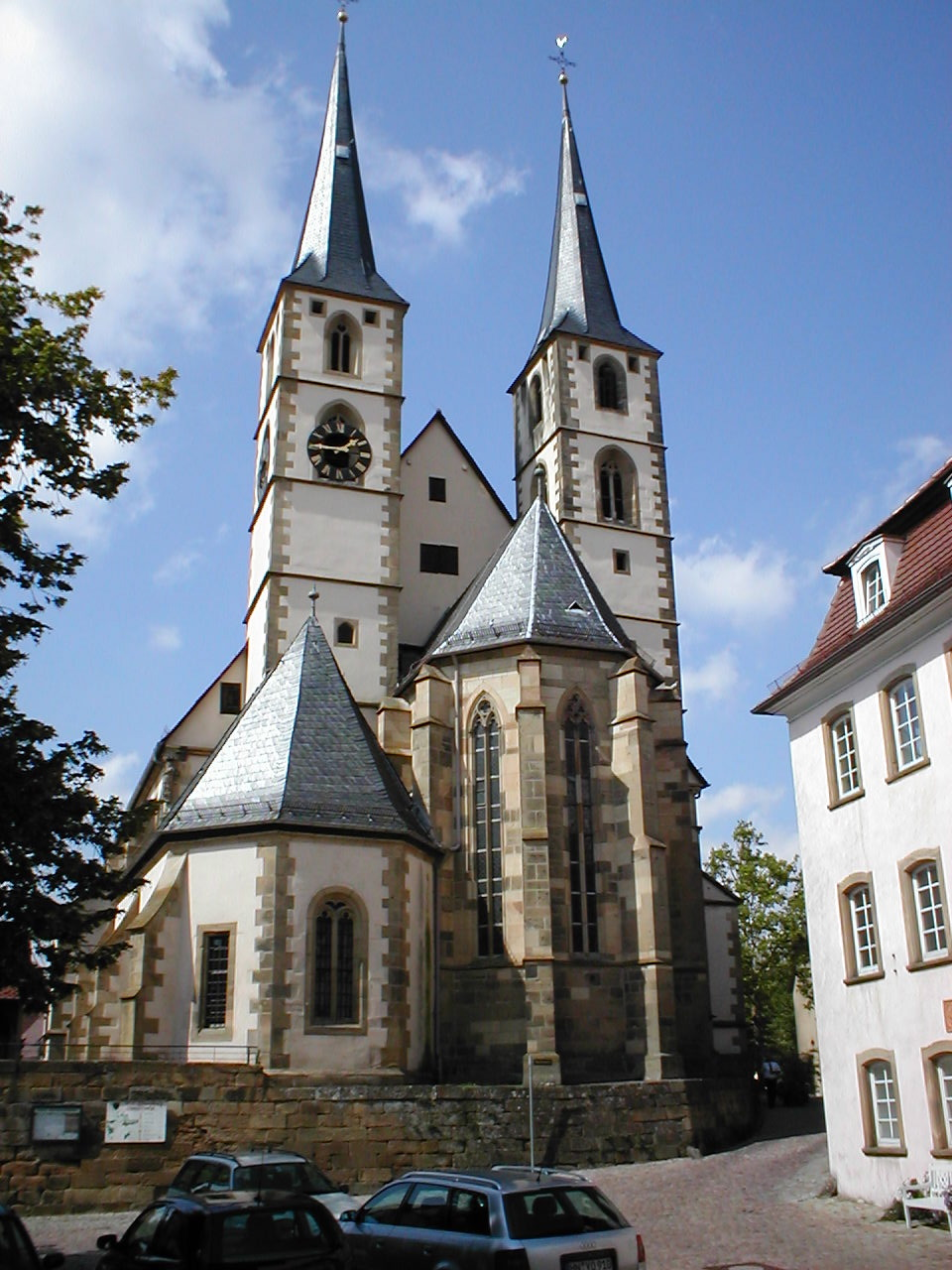
Городская церковь
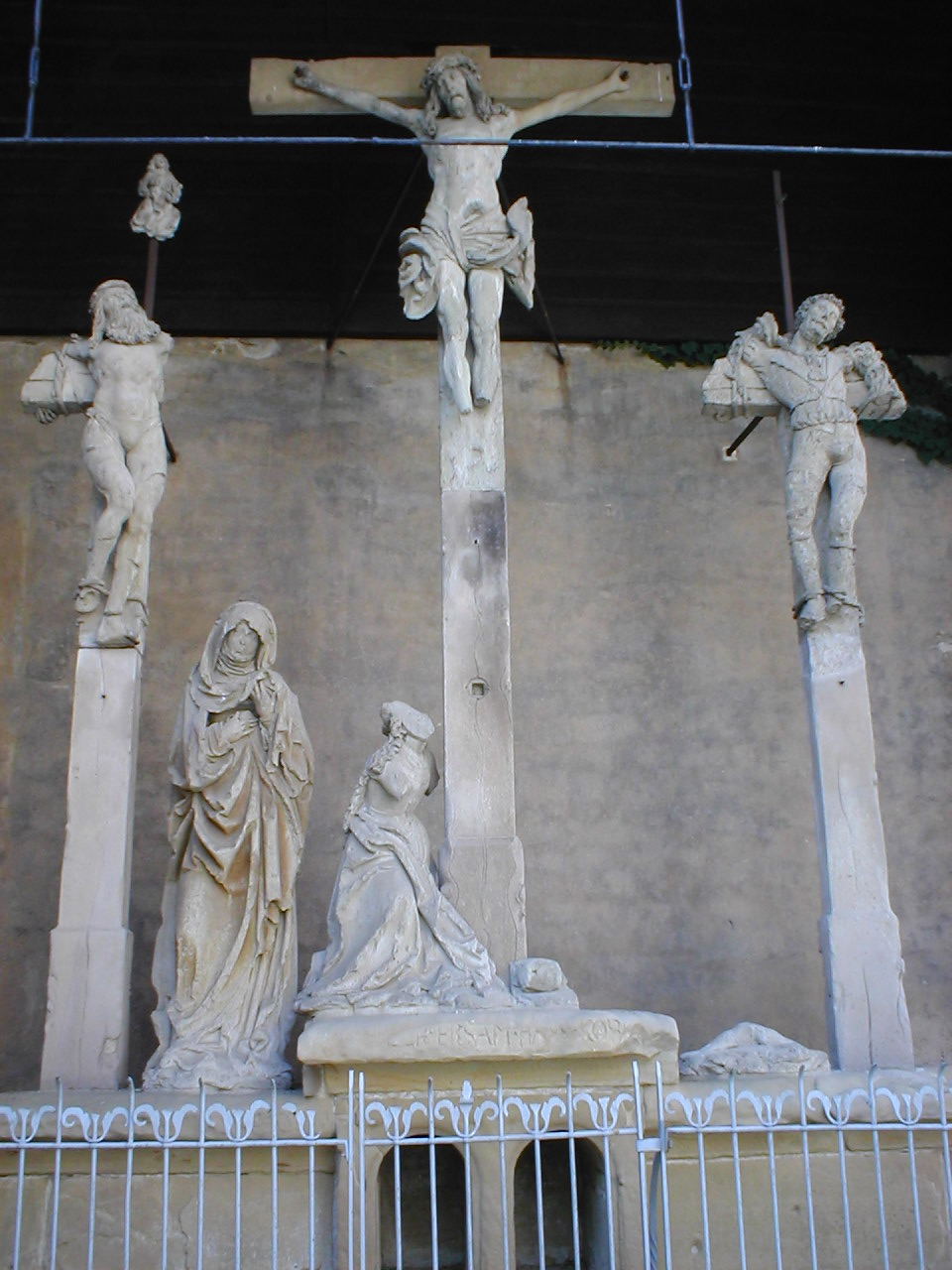
Распятие в городской церкви
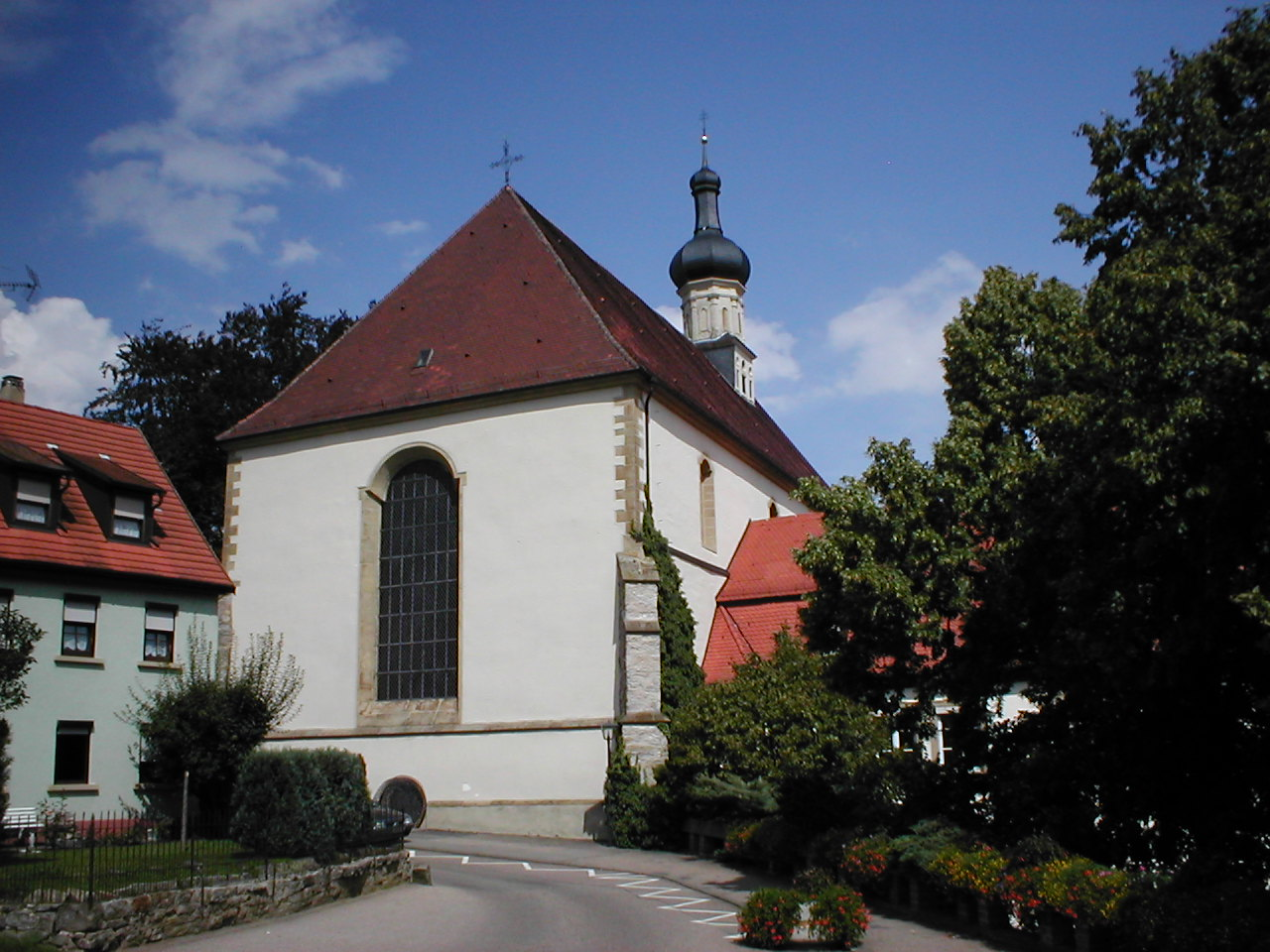
Доминиканская церковь
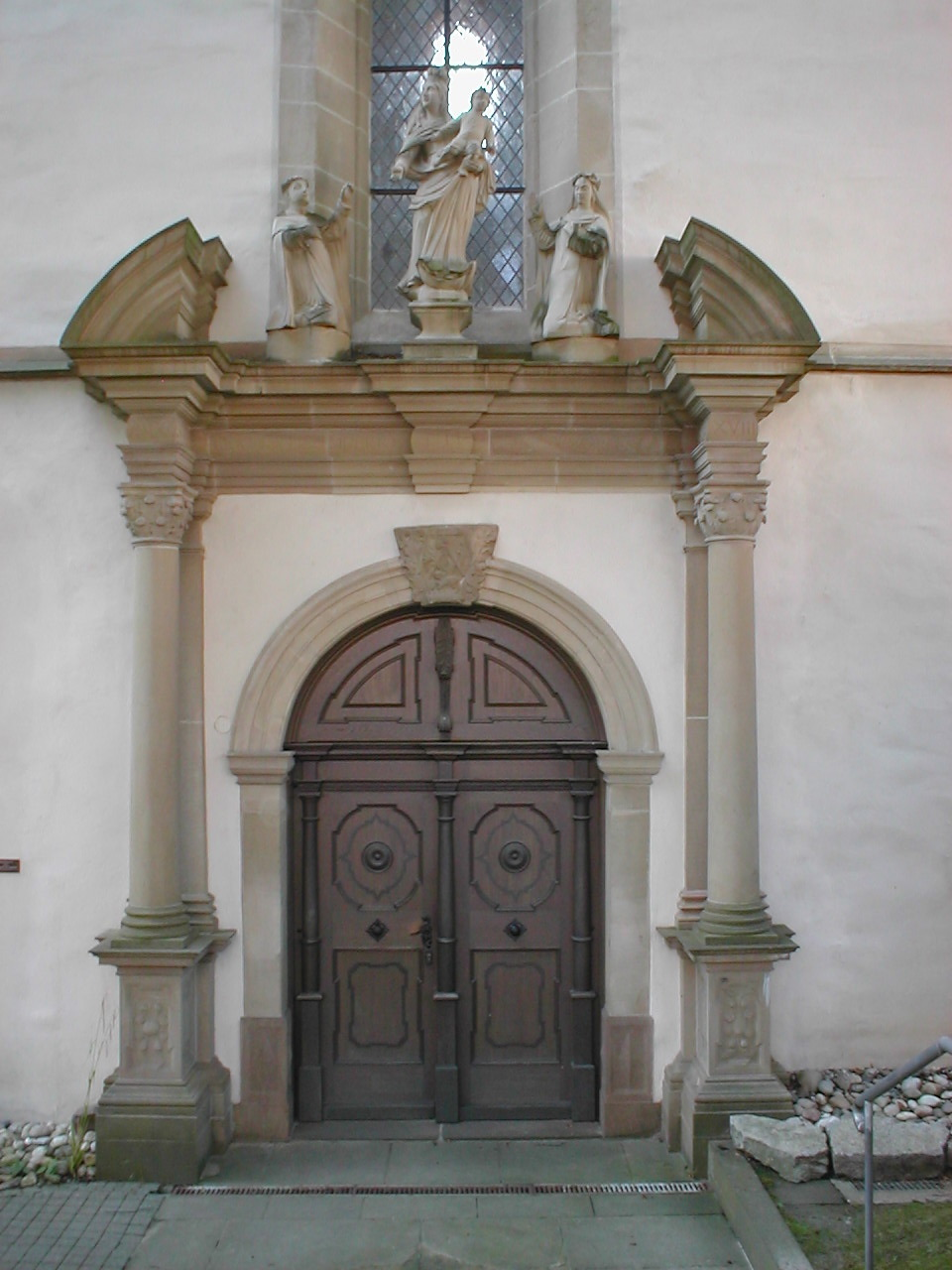
Портал доминиканской церкви
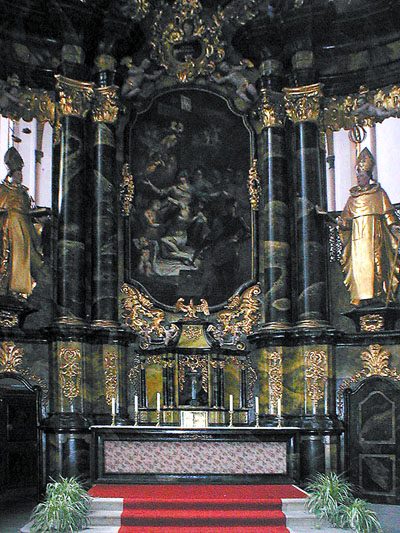
Алтарь доминиканской церкви
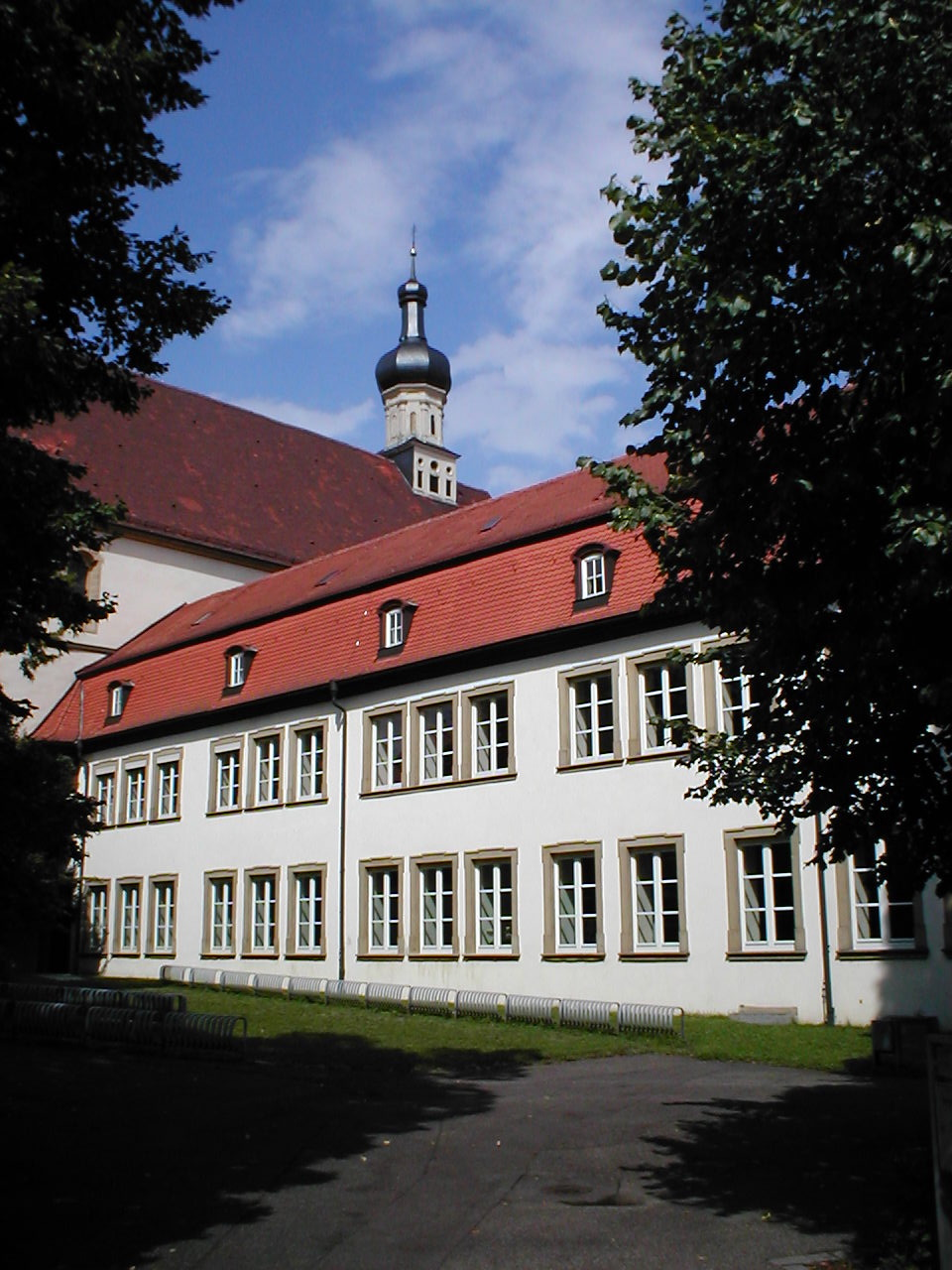
Бывший Доминиканский монастырь, теперь школа
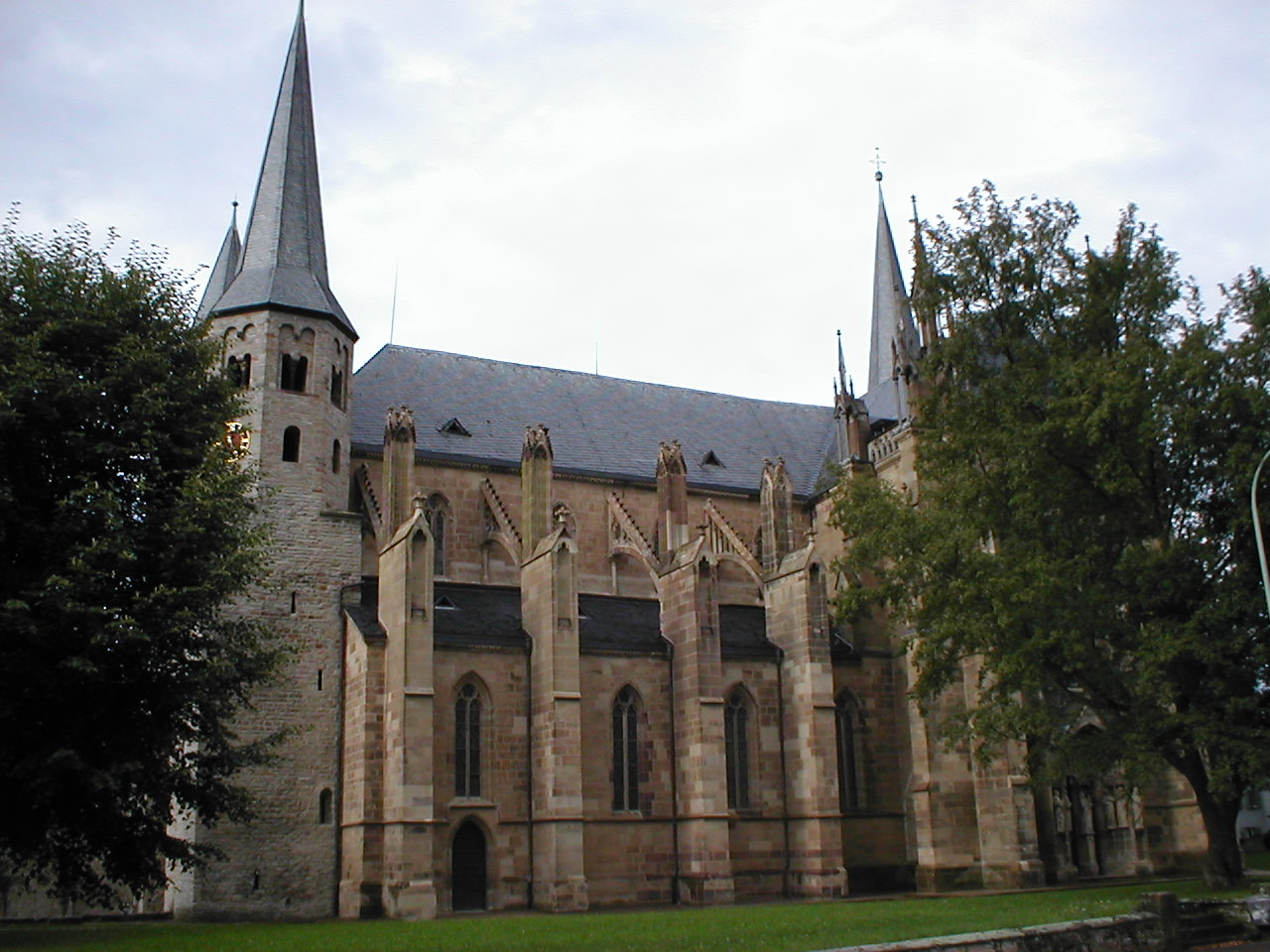
Монастырская церковь Св. Петра
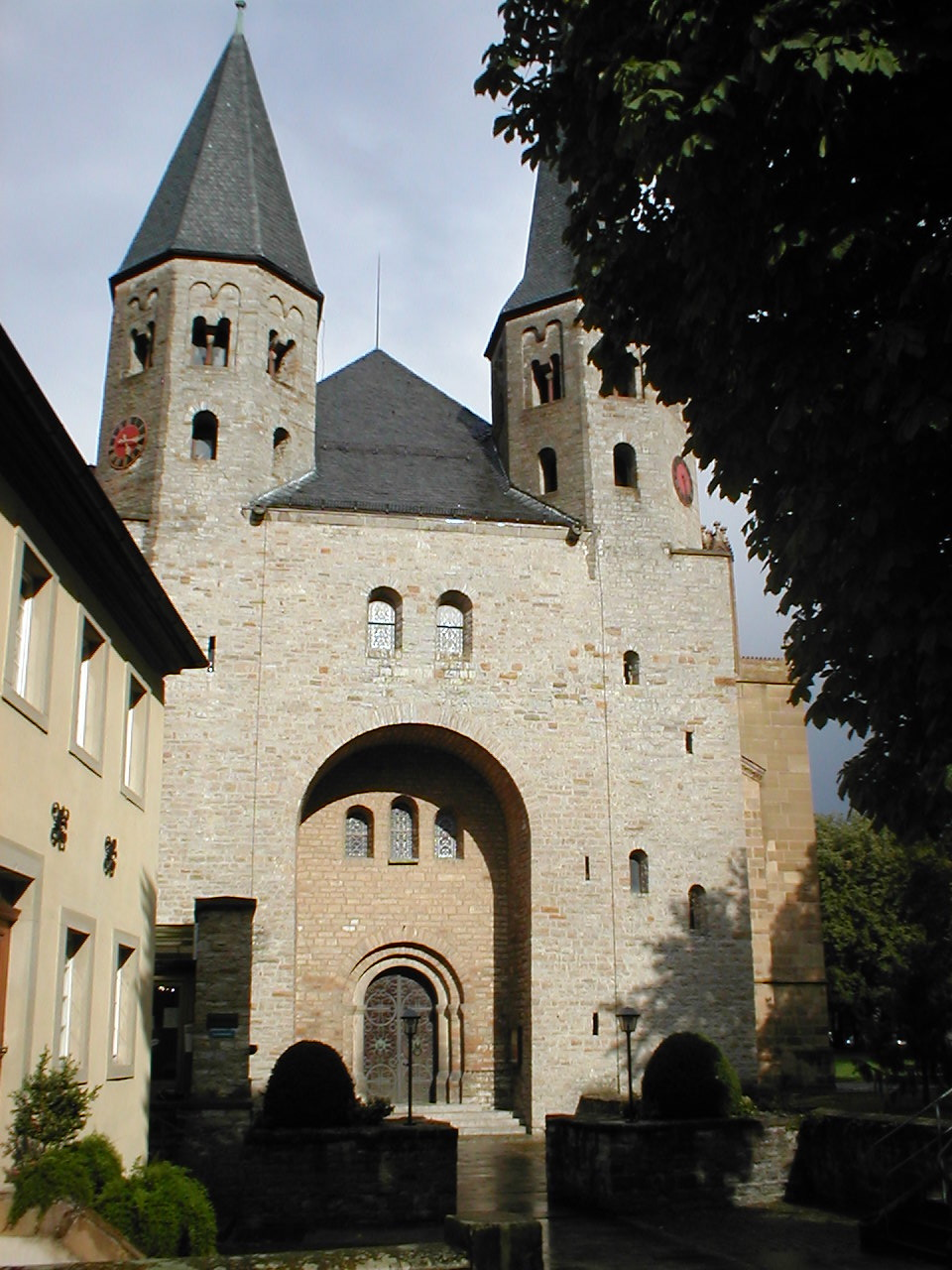
Западный портал монастырской церкви
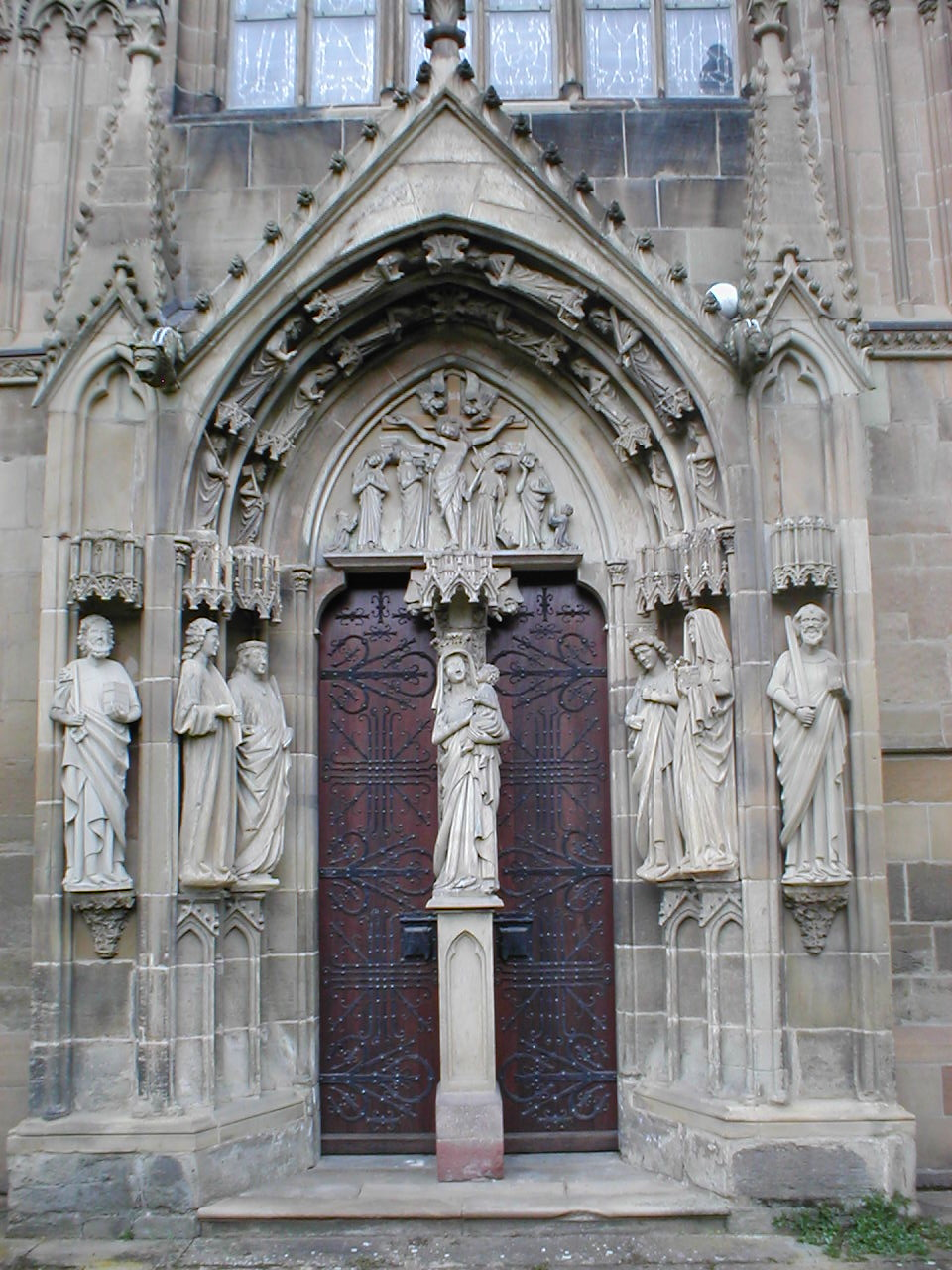
Южный портал монастырской церкви
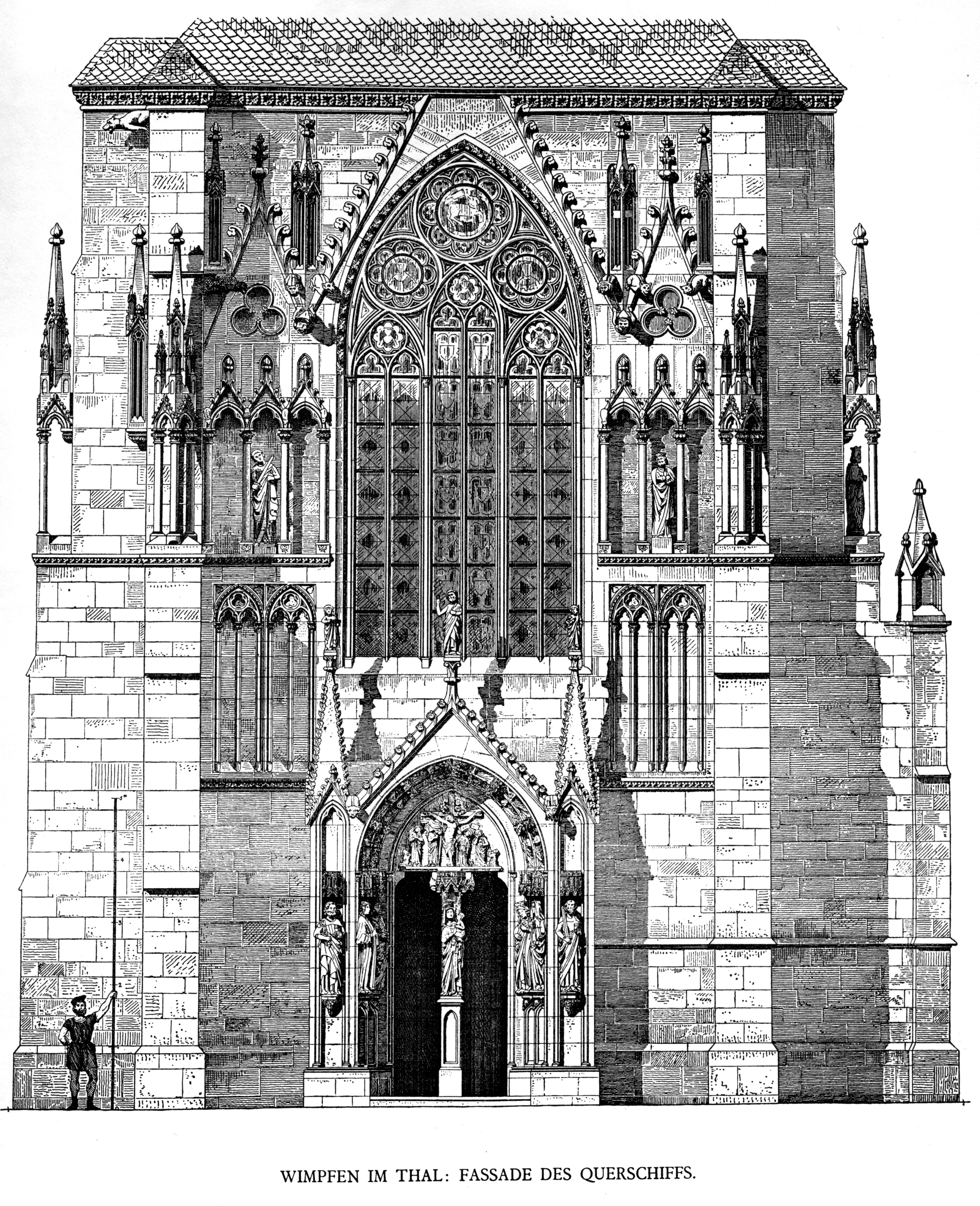
Св. Петр
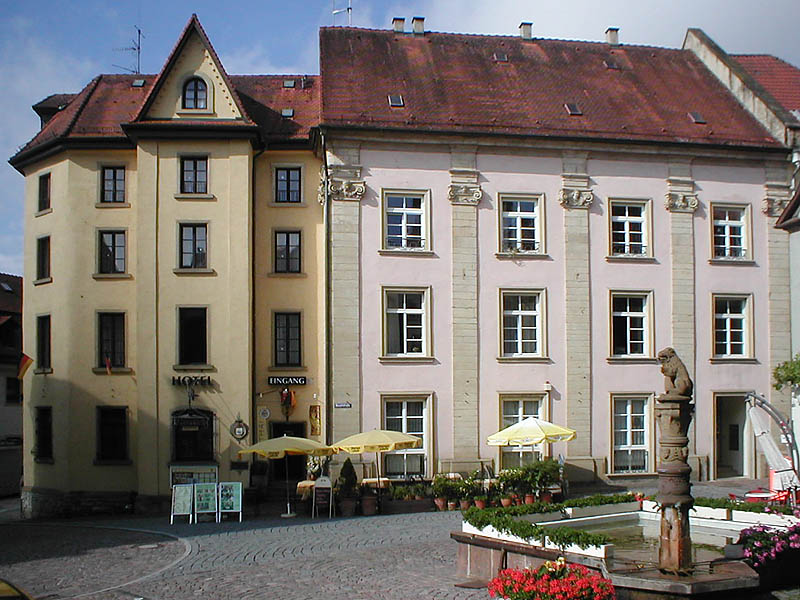
Бывшая церковь
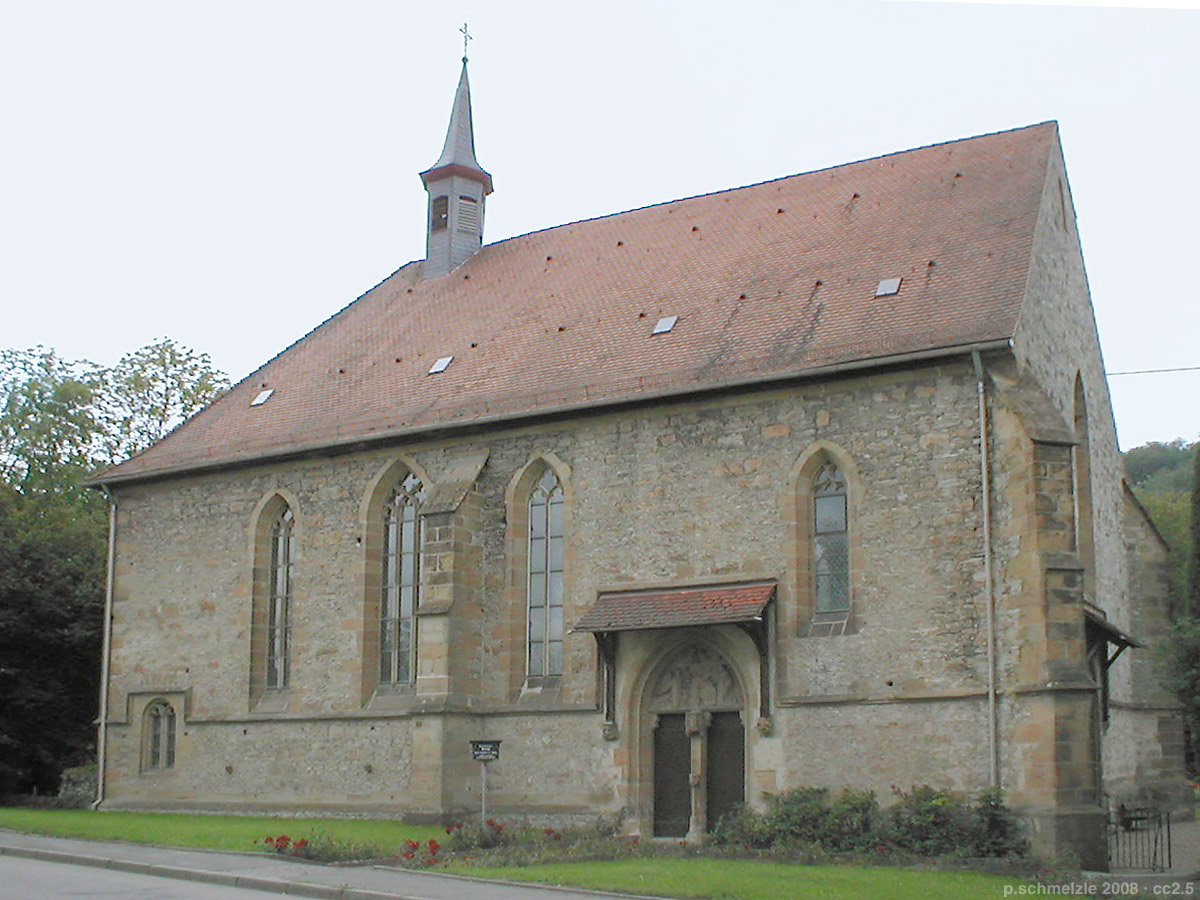
Церковь св. Корнелия
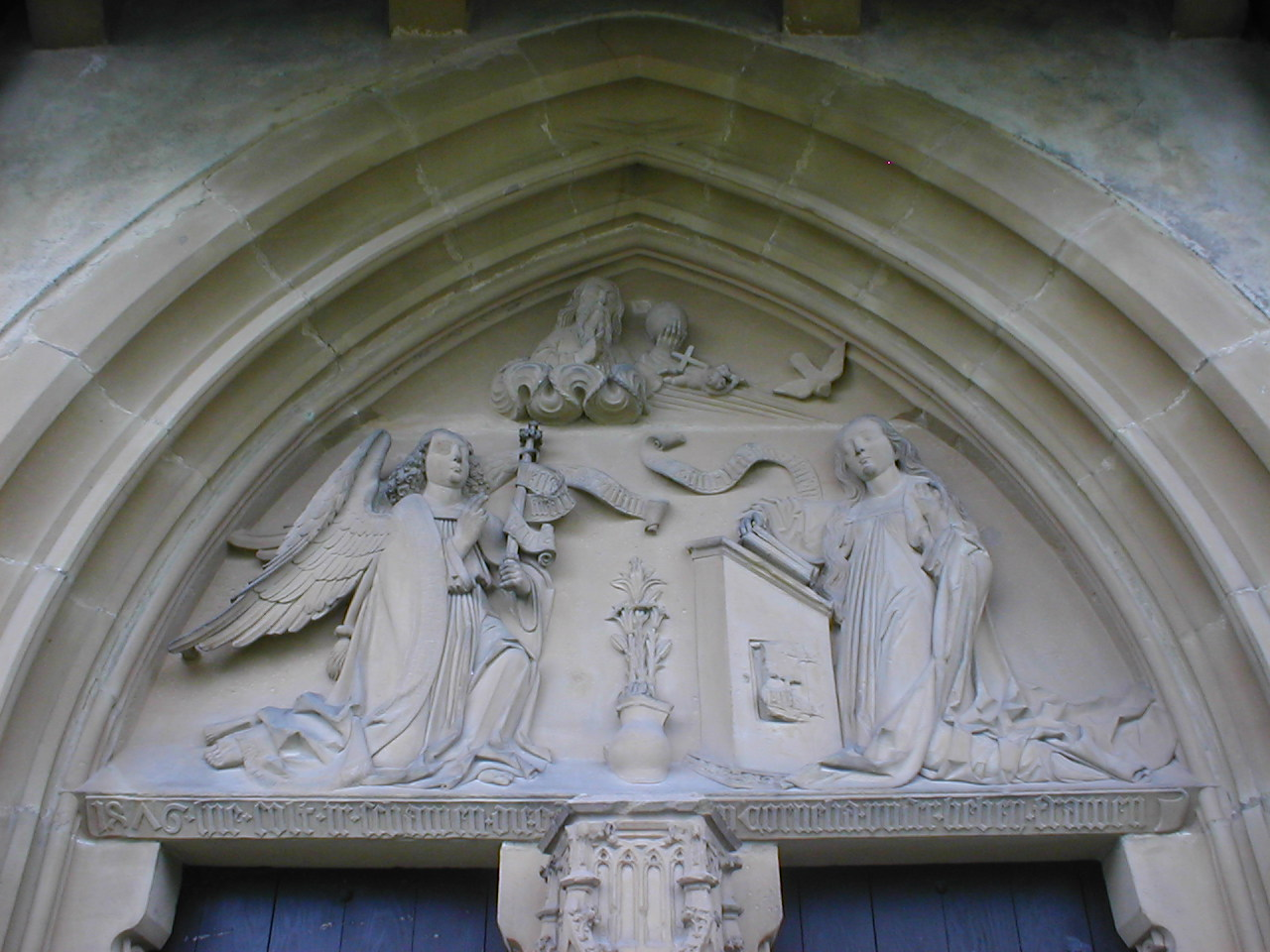
Деталь портала церкви св. Корнелия
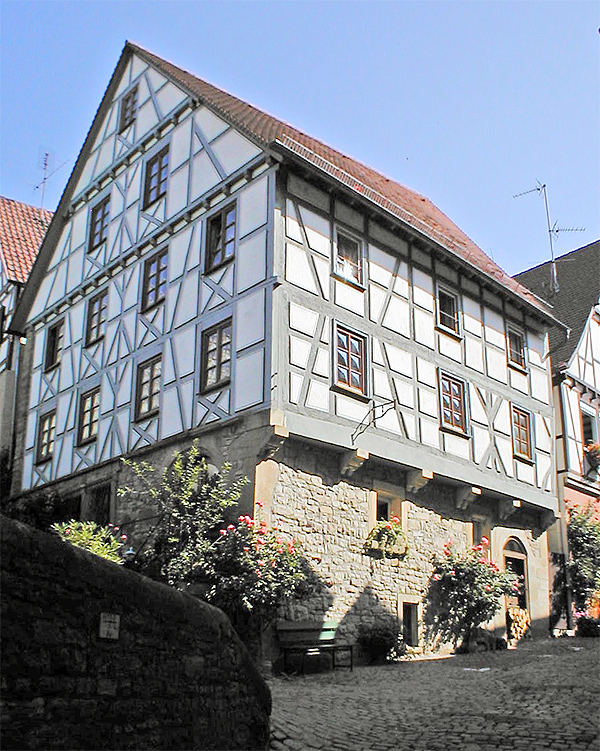
Еврейский молитвенный дом с 1580 года
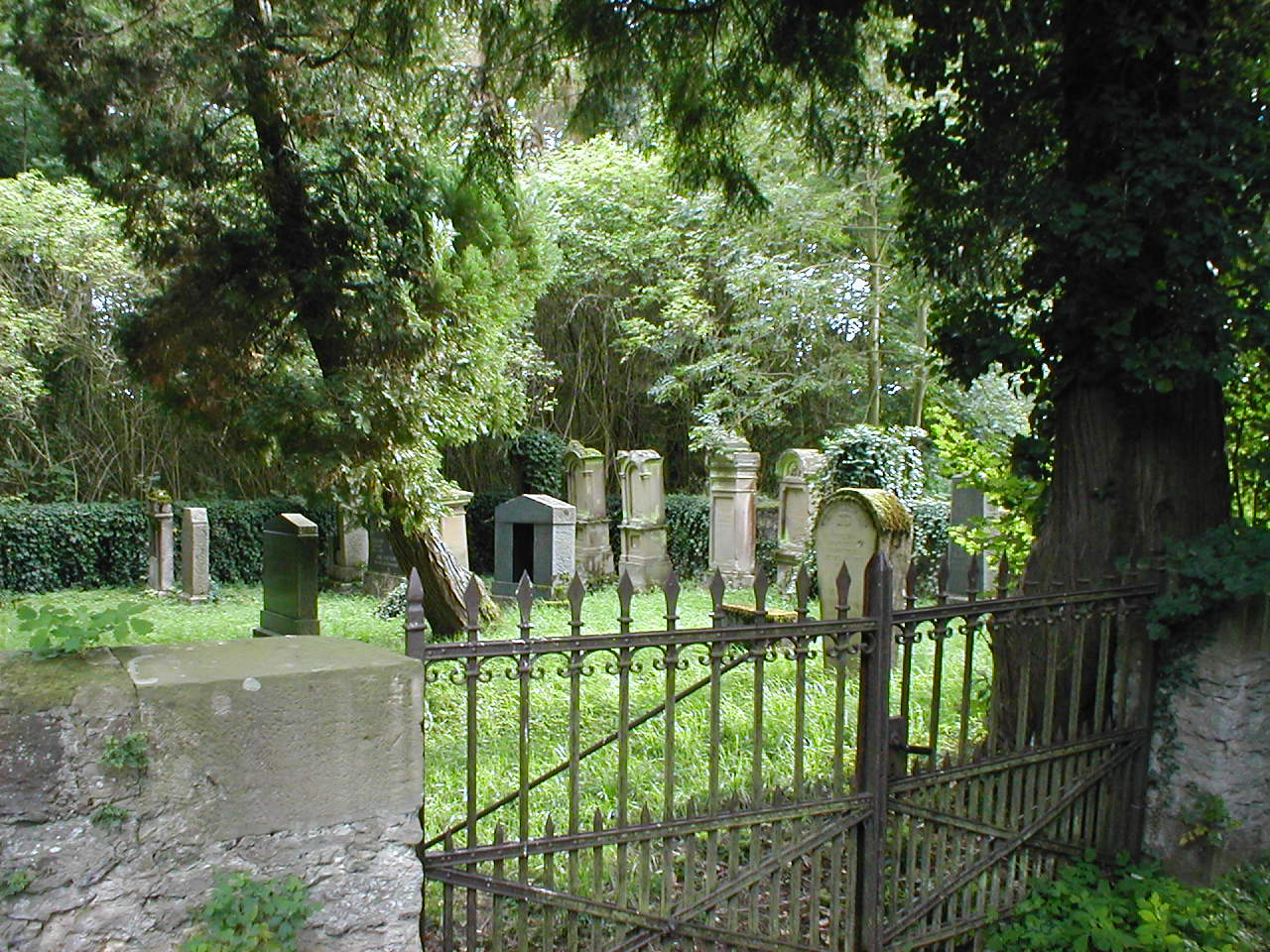
Еврейское кладбище
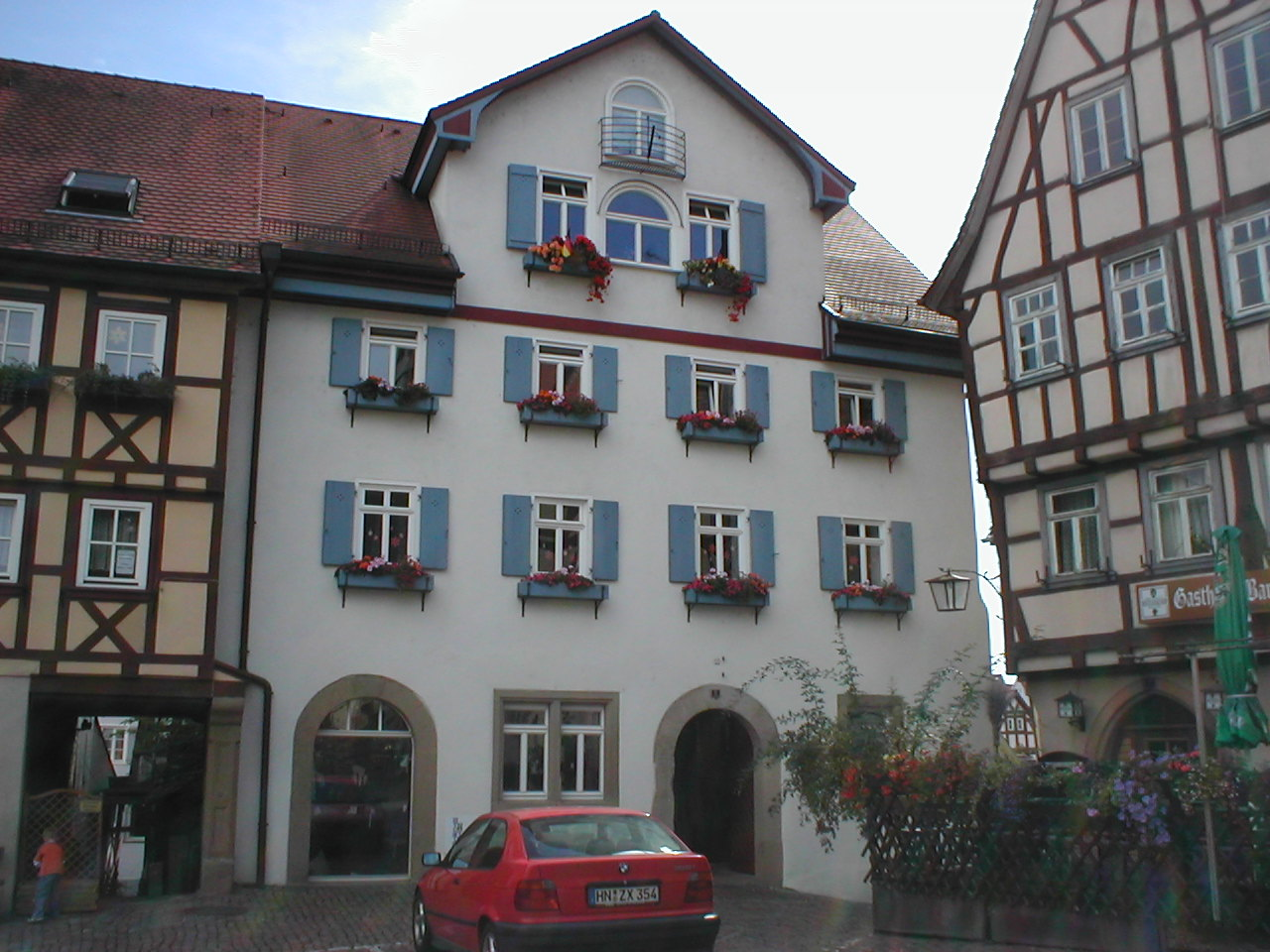
Самый старый фахверковый дом в Баден-Вюртемберге с 1266 года
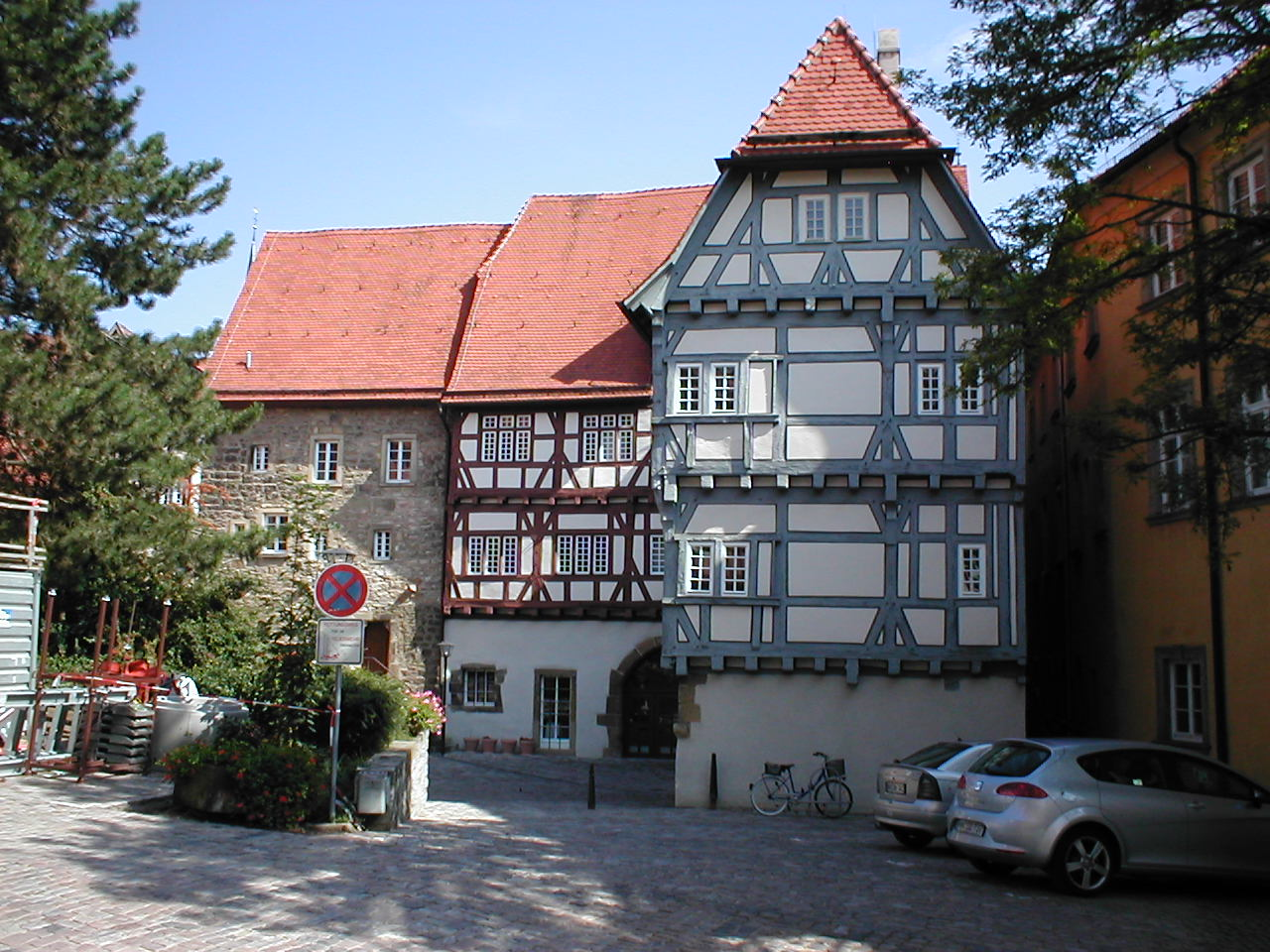
Городской госпиталь
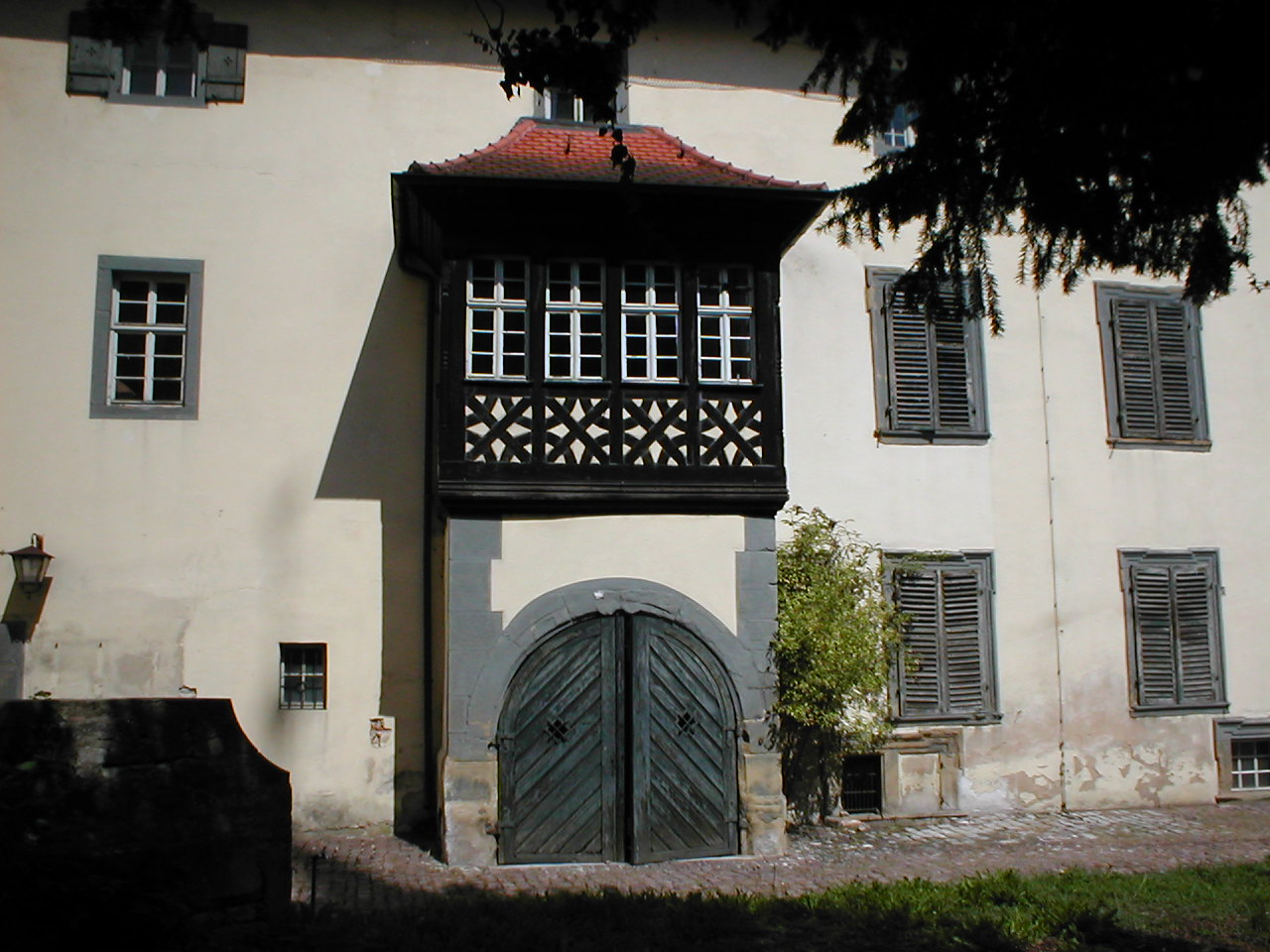
Вормский двор
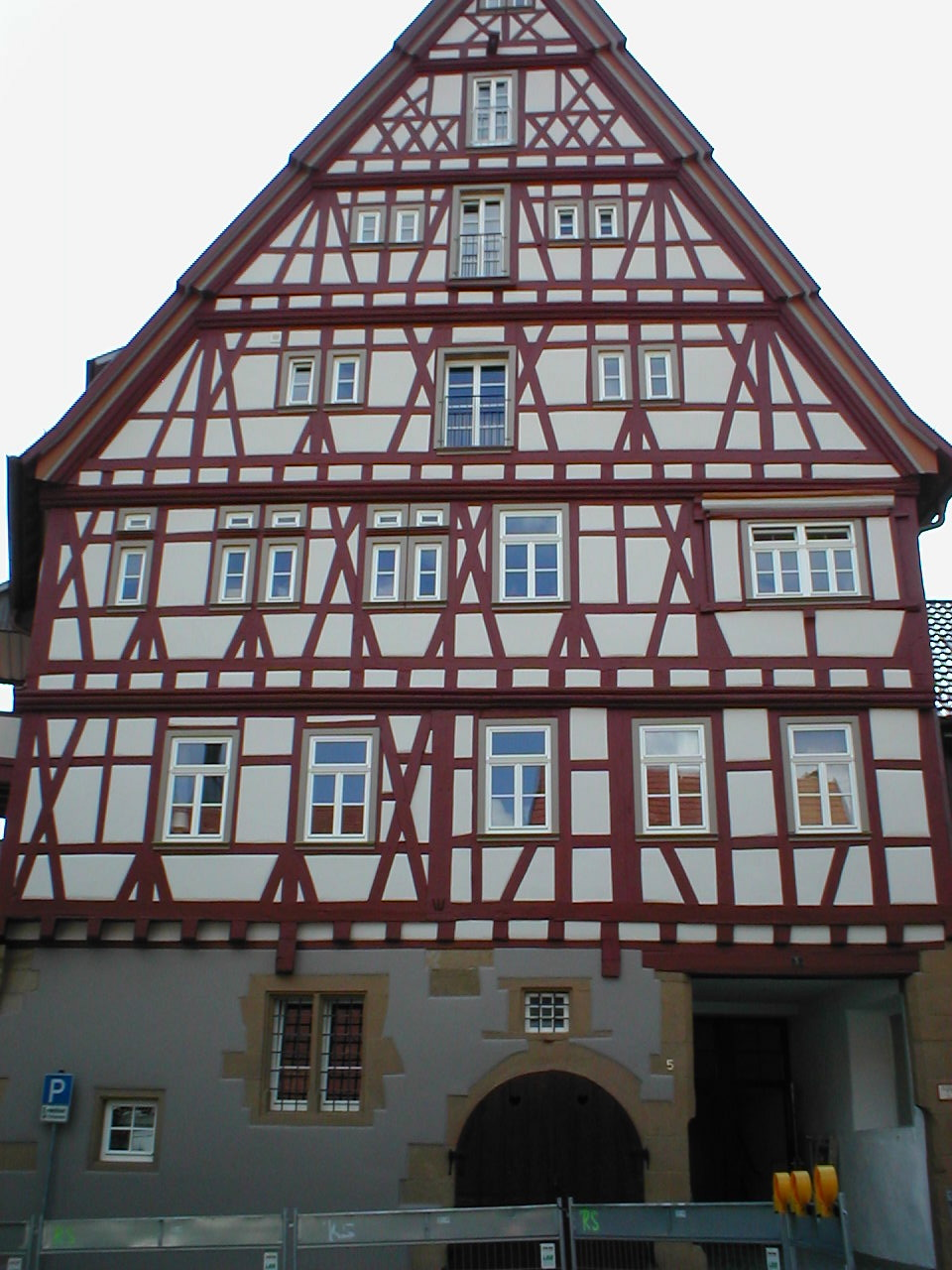
"Дом-великан" 1532 года
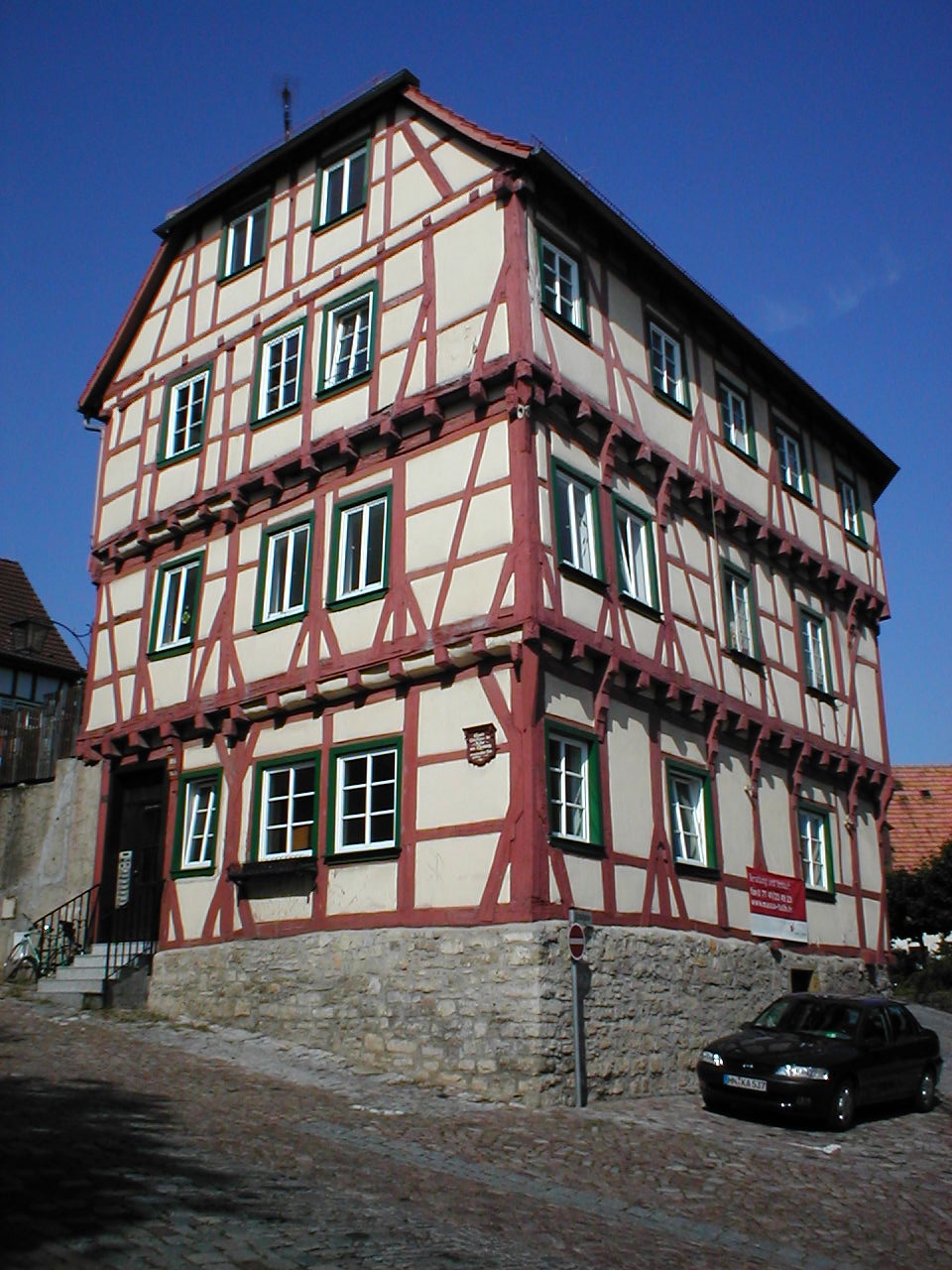
Городской дом 1451 года
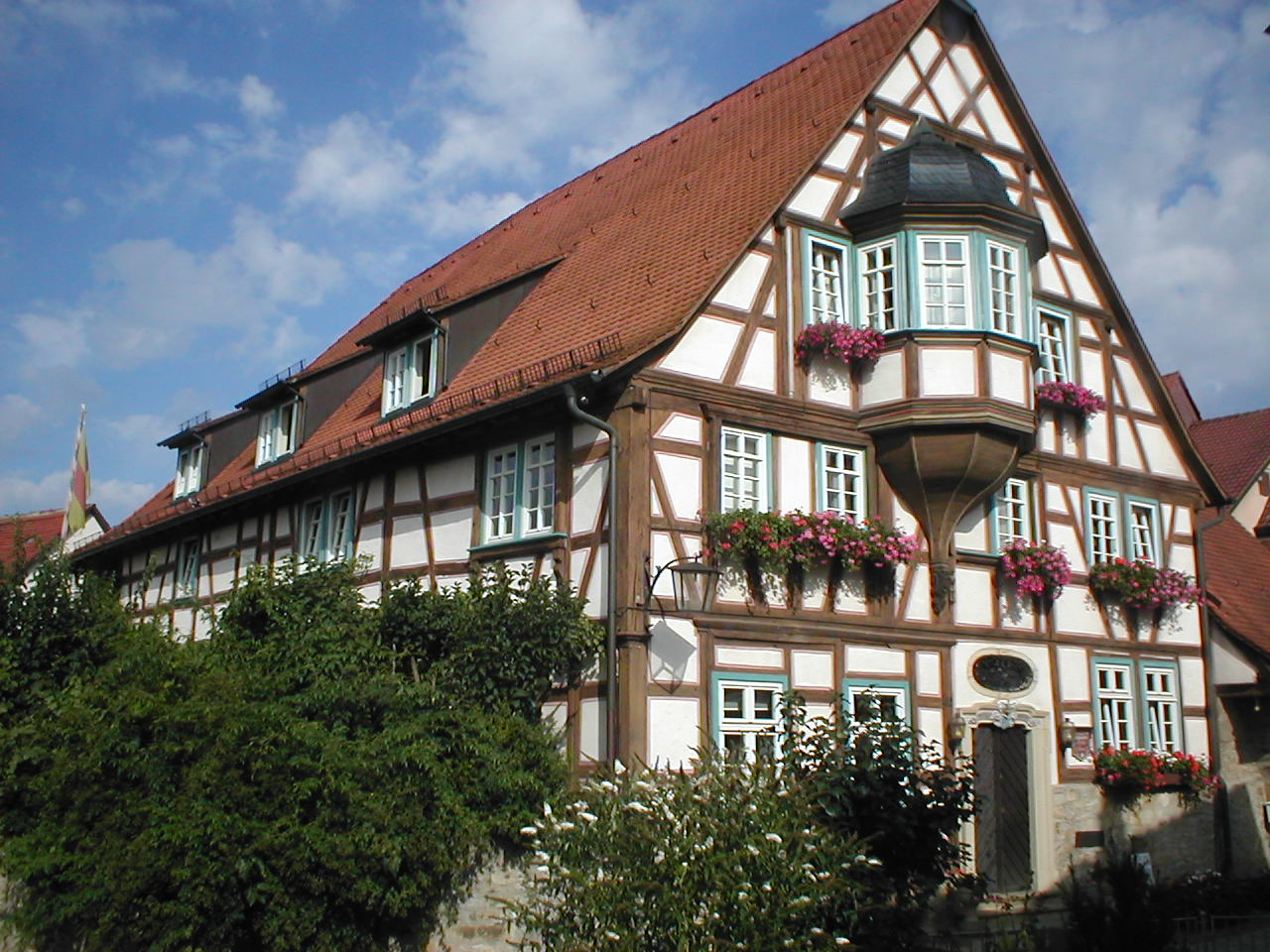
Дом бюргермастера 1717 года
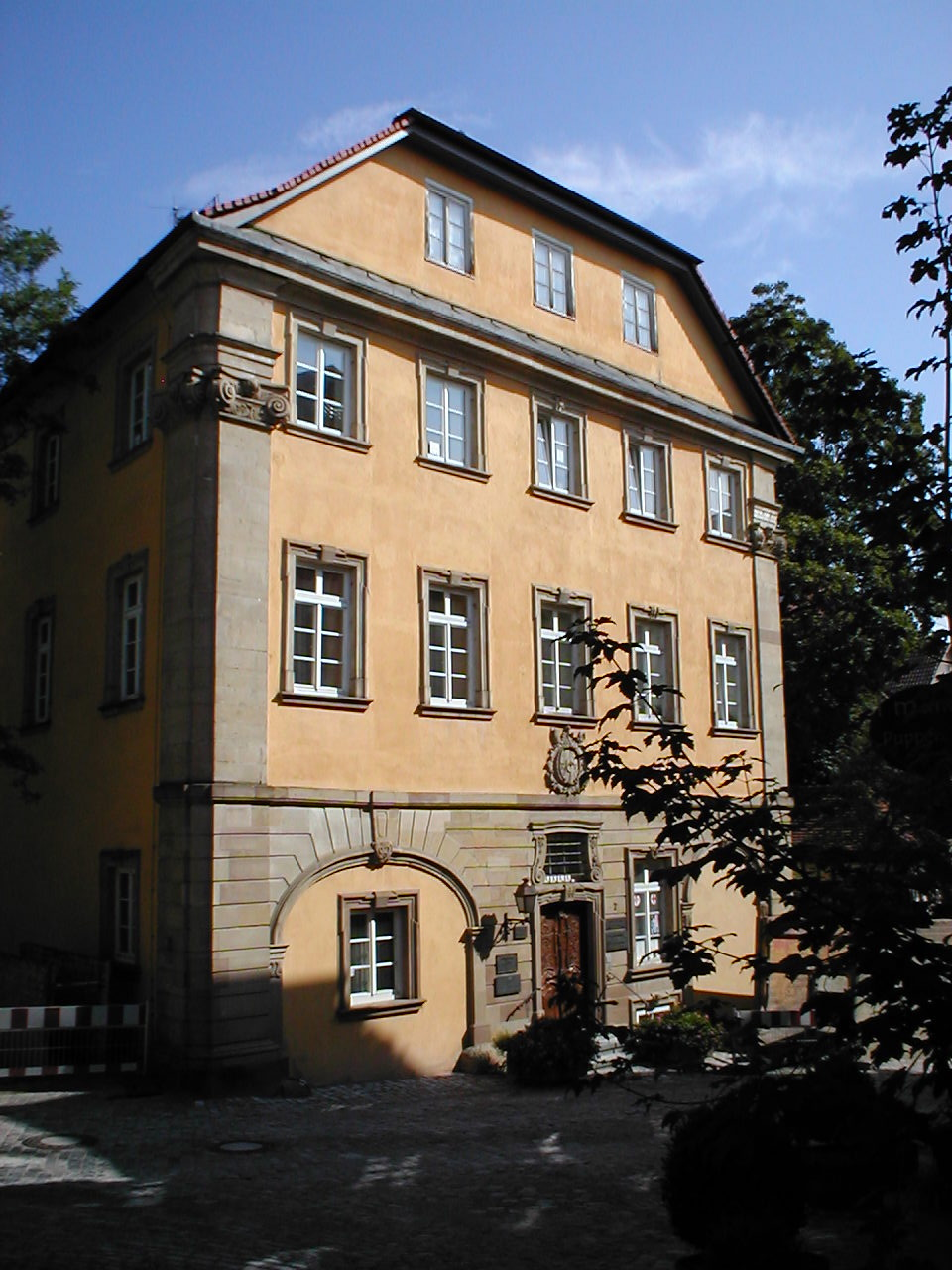
дом 1765 года
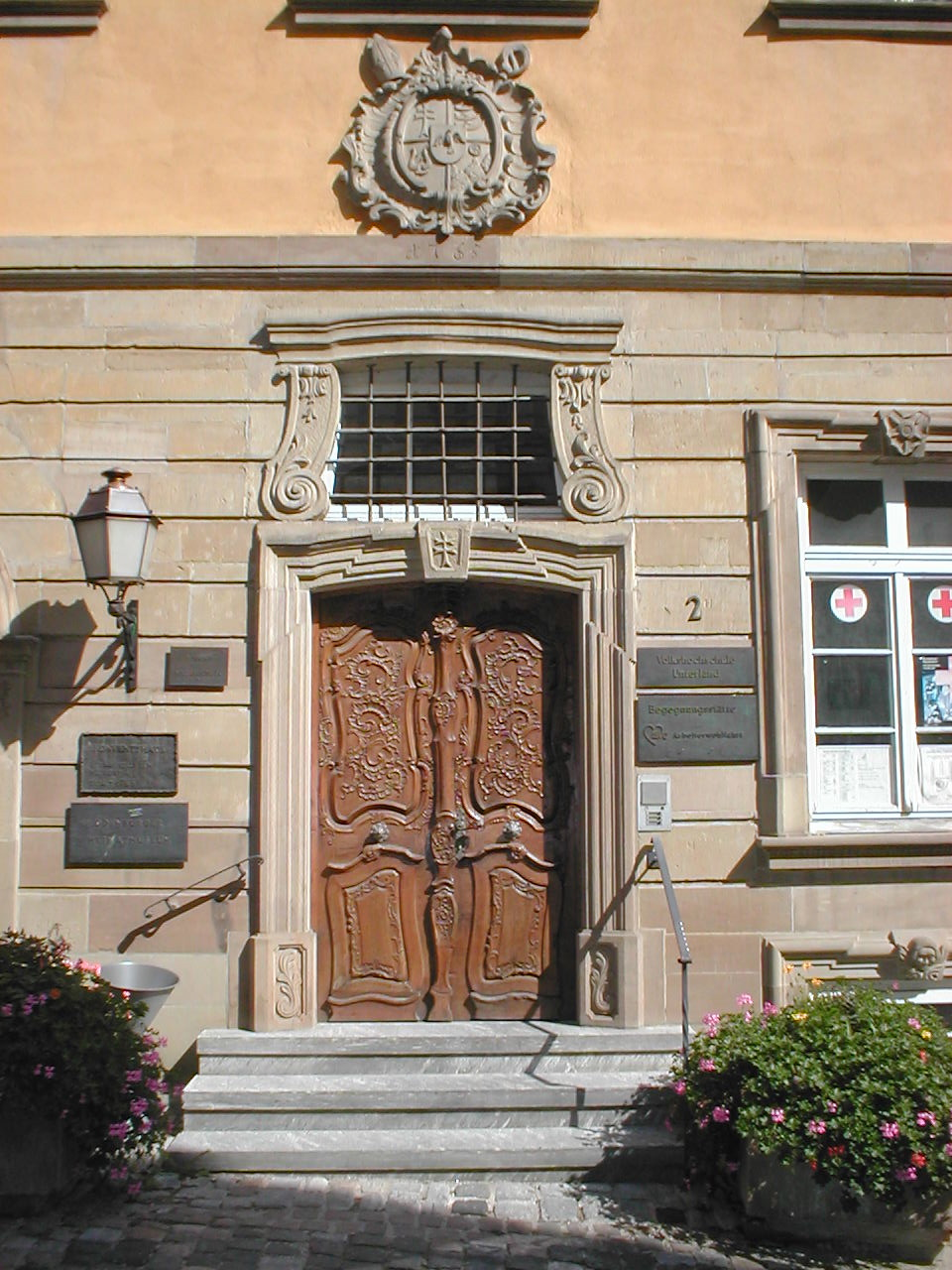
Портал дома 1765 года
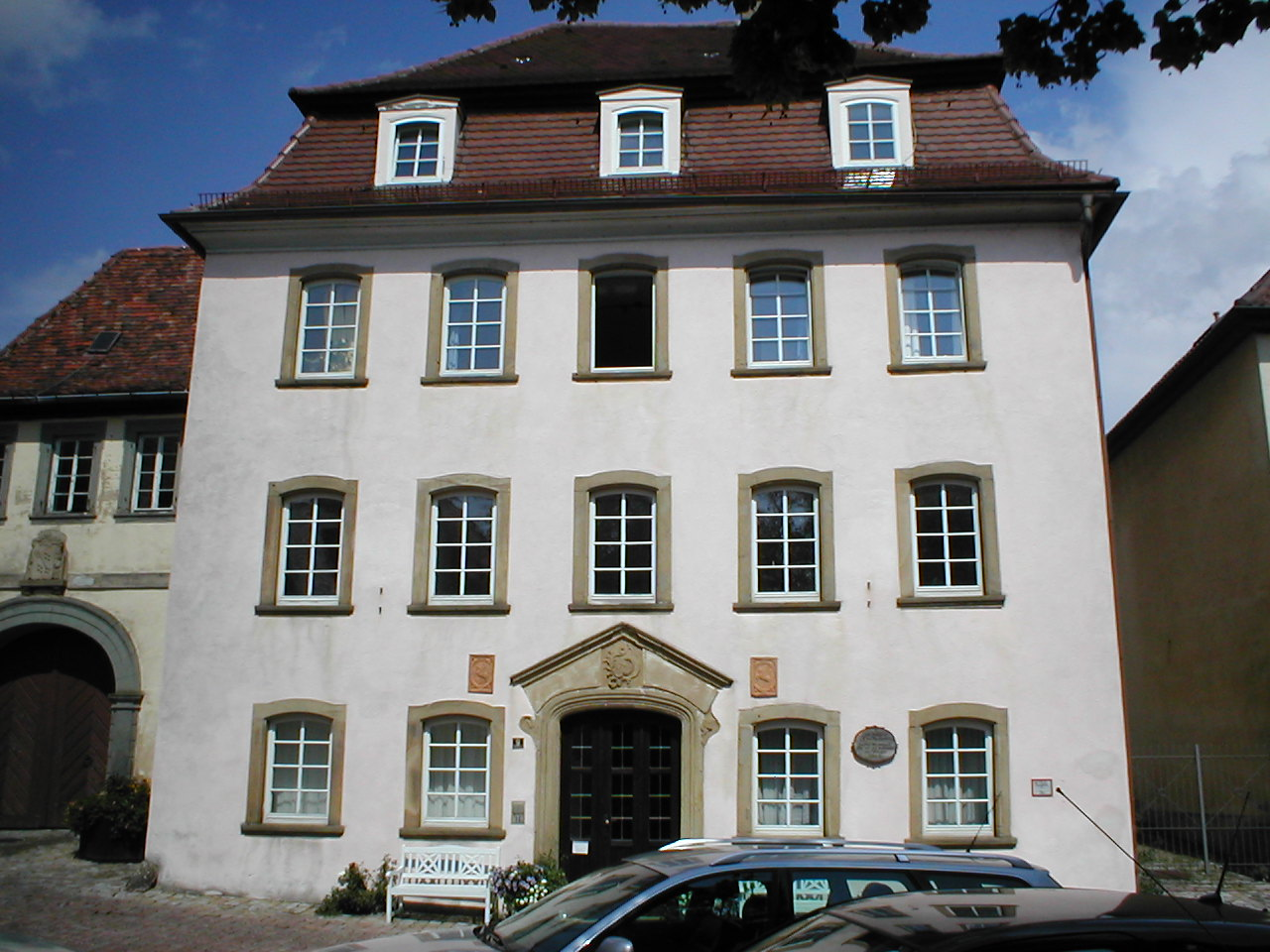
бывшая гостиница
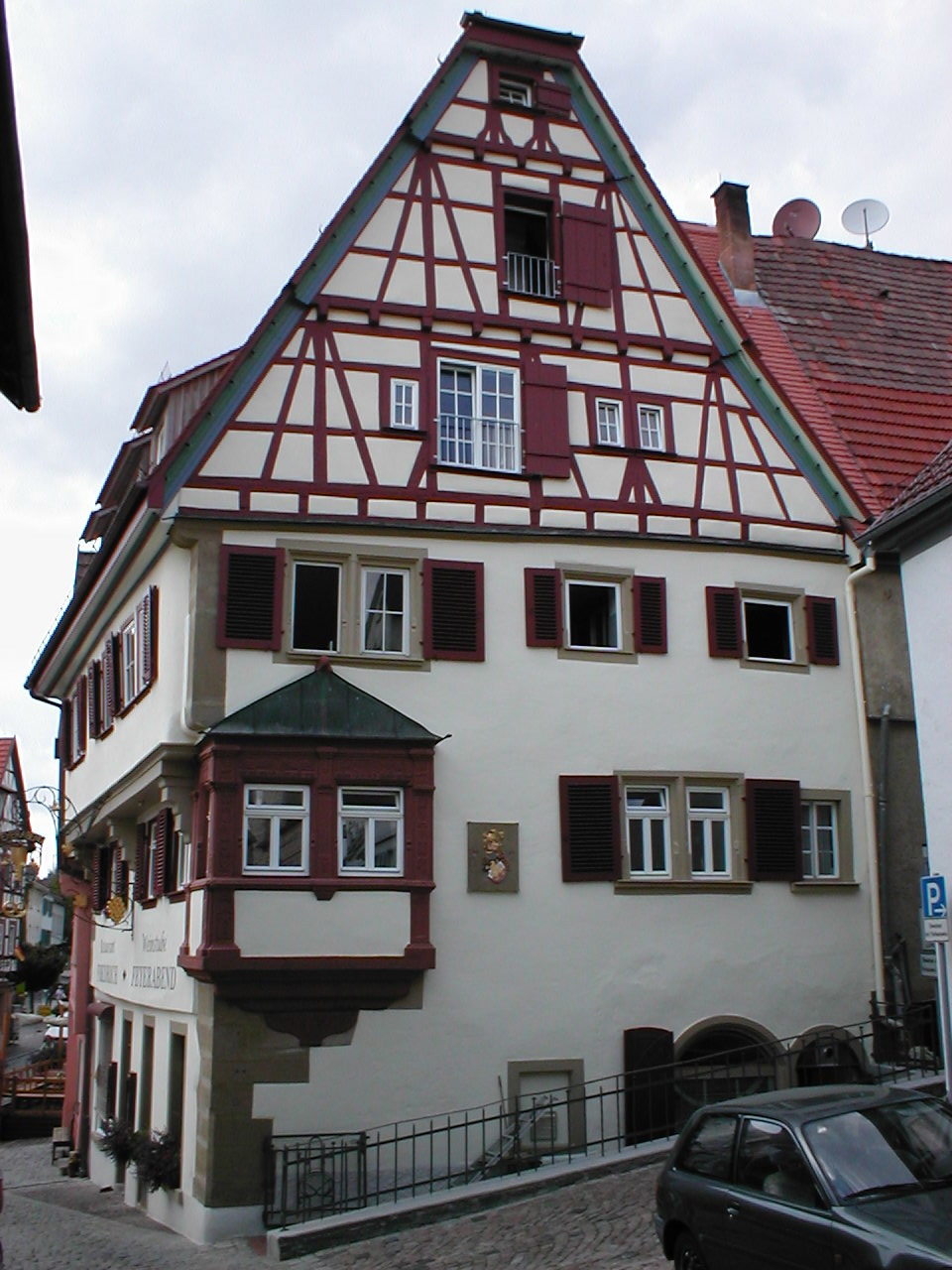
Дом в эркером, Зальцгассе
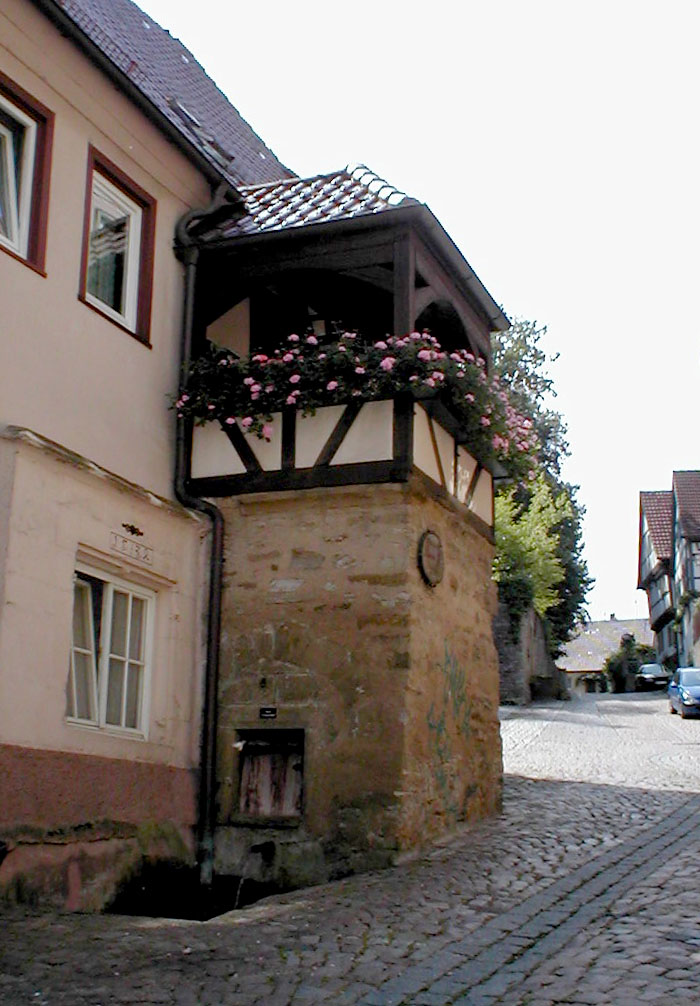
Дом 1534 года
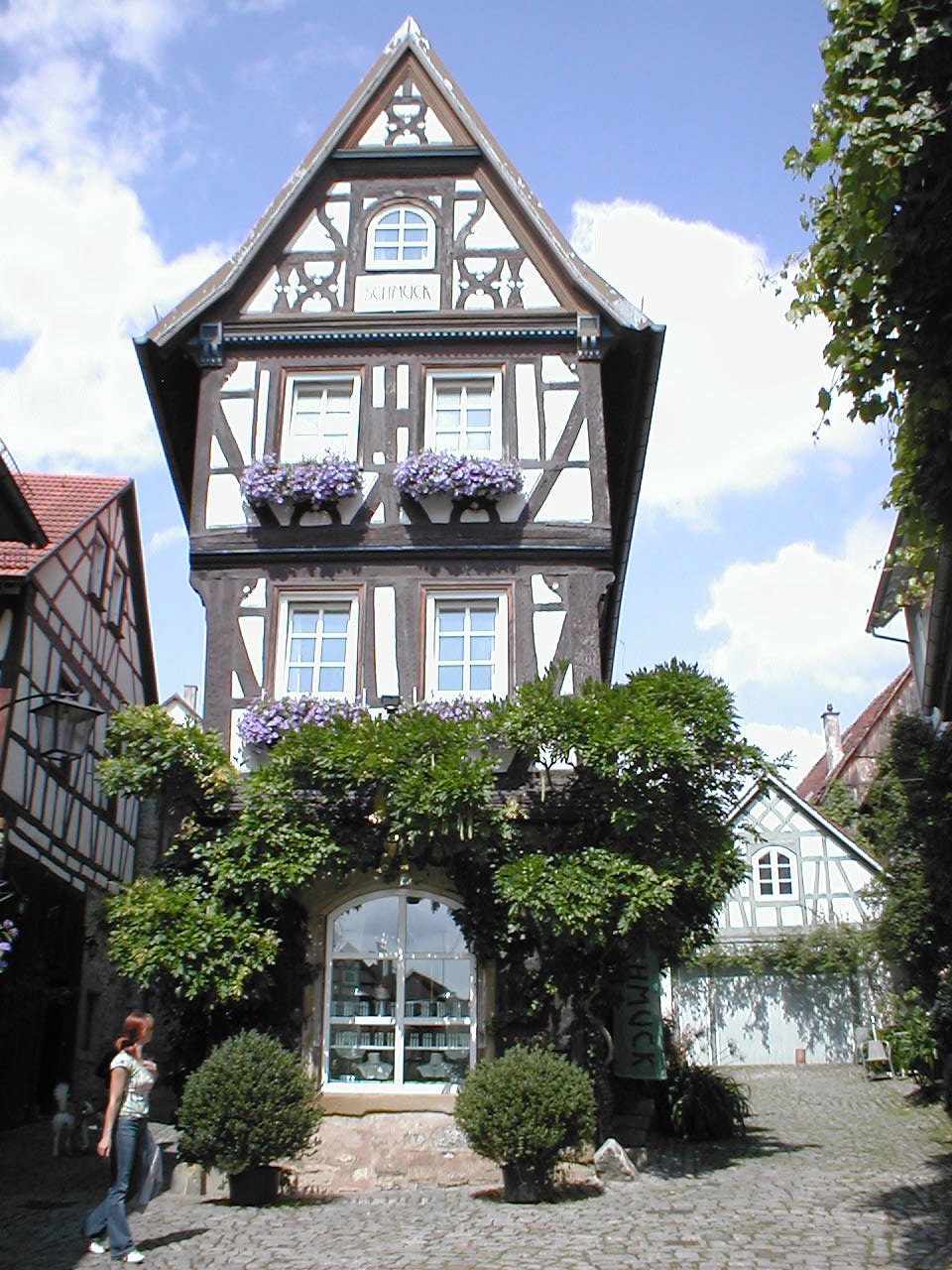
Дом, Бадгассе
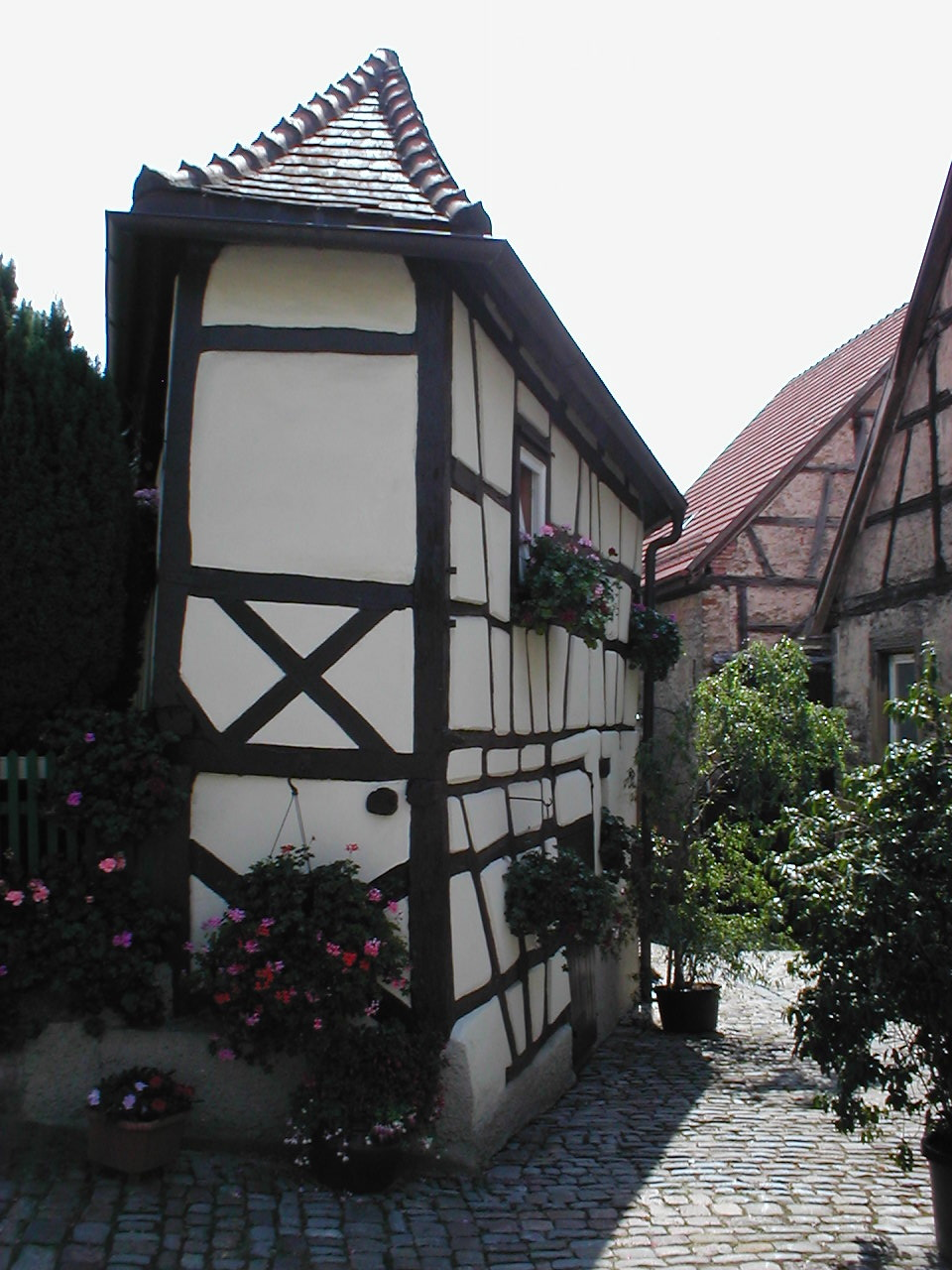
Узкий "дом-утюг", Бадгассе
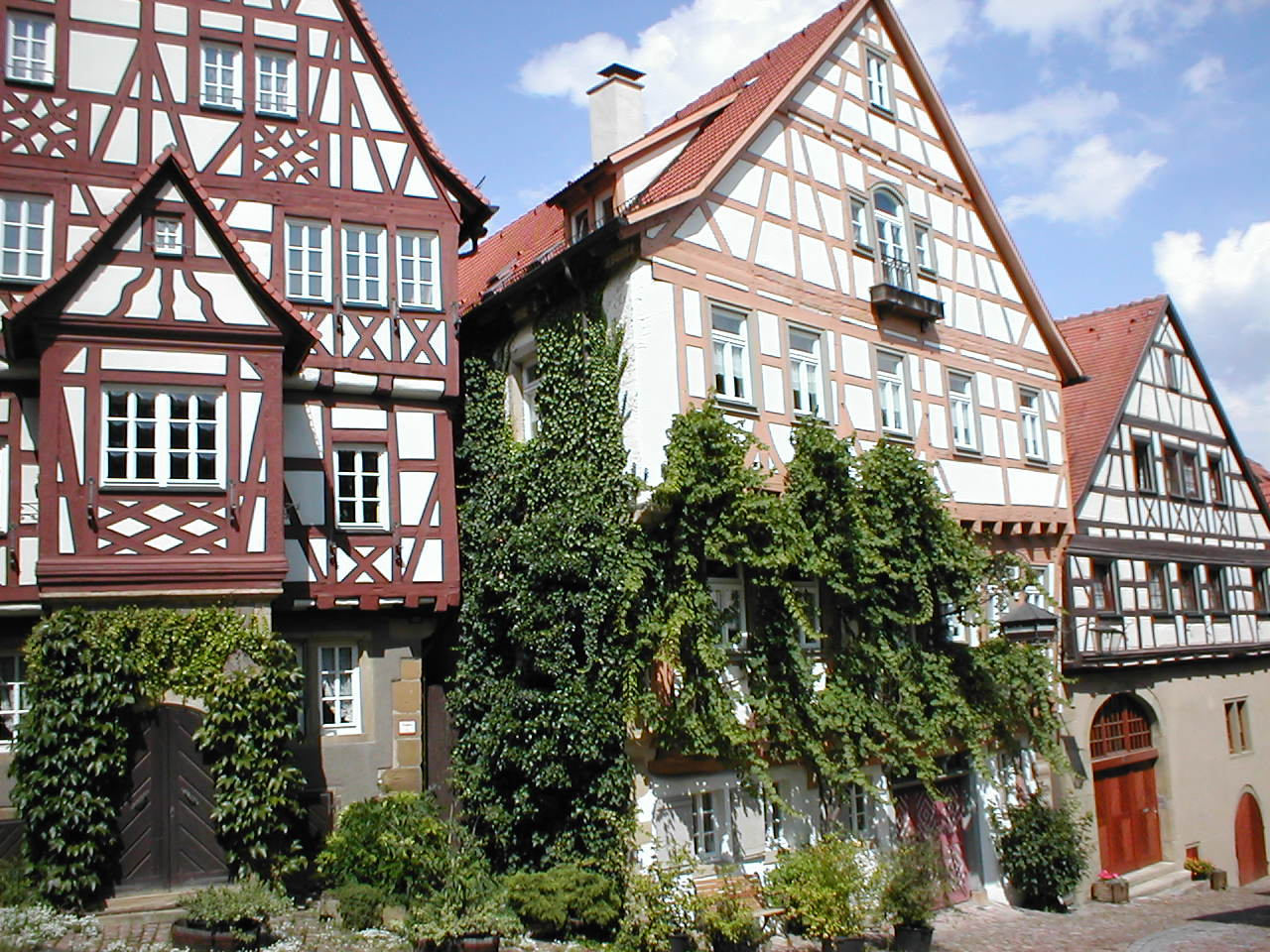
Клостергассе
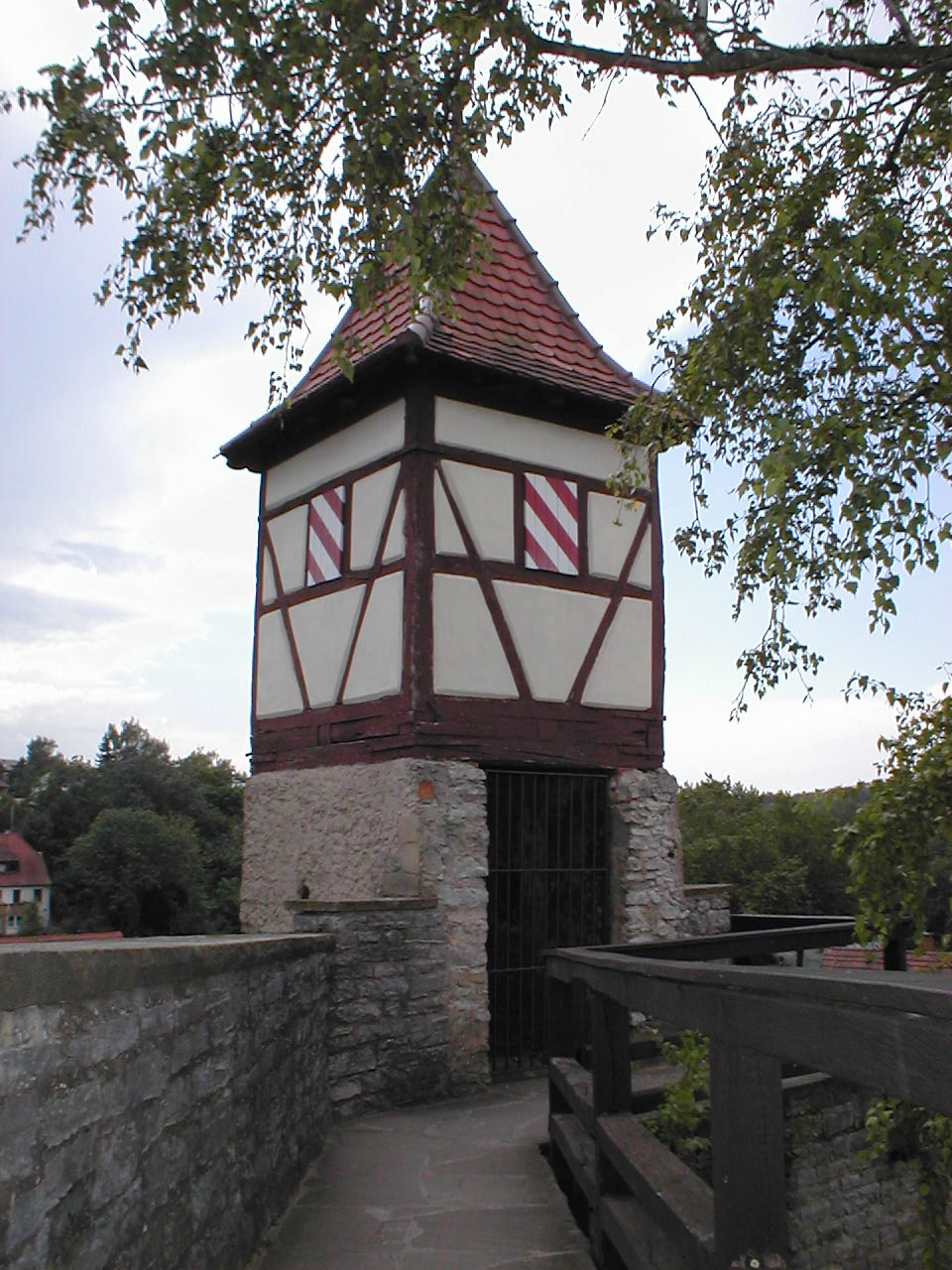
Нюрнбергская башенка, 17 век
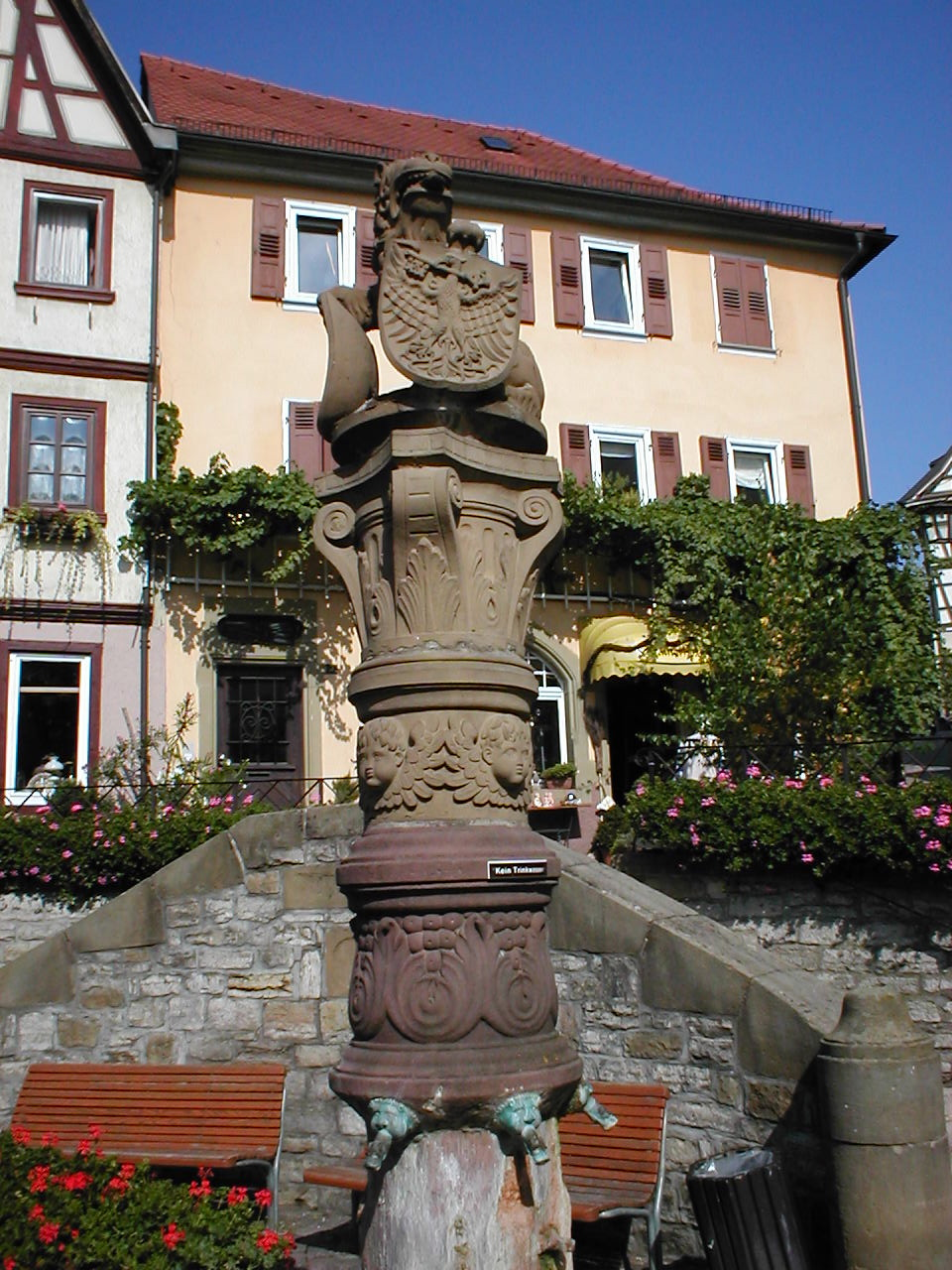
Фонтан с львом
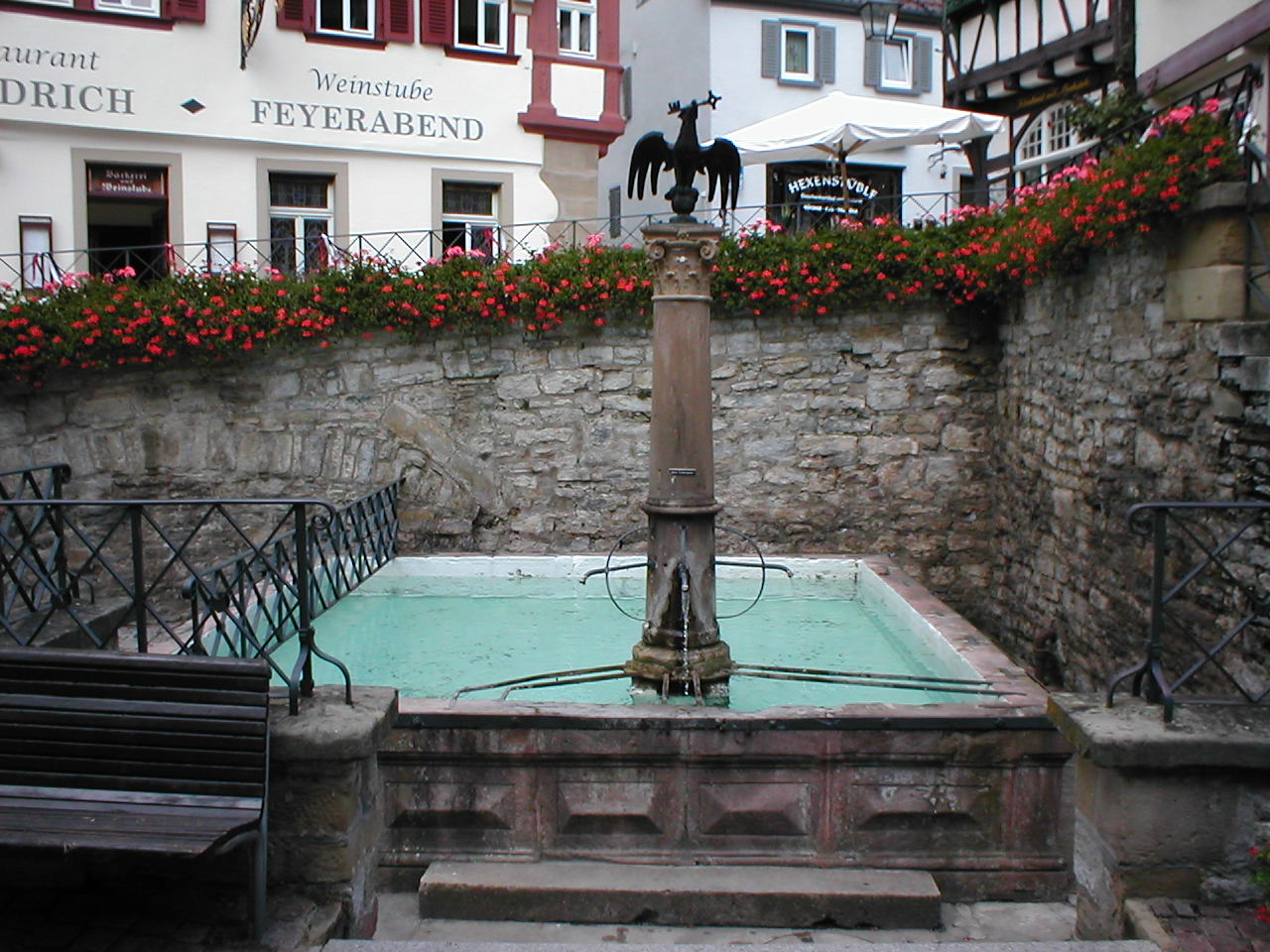
Фонтан с орлом
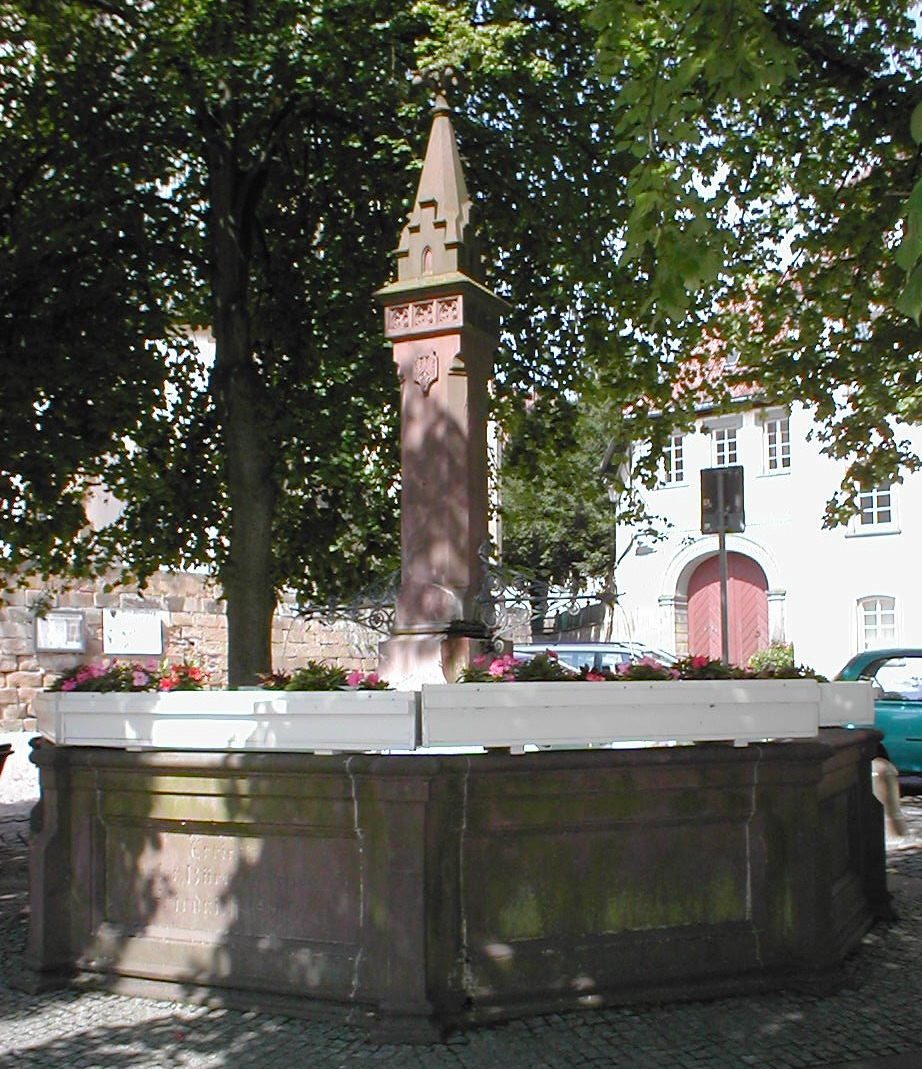
Рыночный фонтан